# Libuše Niklová
Libuše Niklová (rozená Kyseláková, 1. dubna 1934 Zlín – 5. června 1981 Gottwaldov) byla česká designérka hraček. Vytvořila přes 230 originálních hraček, které se vyráběly v mnoha barevných variantách, například gumové figurky, zvířátka s harmonikovým trupem či nafukovací hračky. Její práce je zastoupena ve sbírkách muzeí po celém světě, například v Muzeu dekorativních umění v Paříži, Muzeu moderního umění v New Yorku a nebo Uměleckoprůmyslovém museu v Praze či v Muzeu umění a designu Benešov. V roce 2011 u příležitosti udílení cen Czech Grand Design byla jako první žena uvedena do Síně slávy in memoriam. Cenu převzal syn, výtvarník Petr Nikl.

## Životopis
Narodila se 1. dubna 1934 ve Zlíně, kde prožila celý život. V letech 1949 až 1953 studovala, tehdy nový obor, tvarování plastických hmot na Státní uměleckoprůmyslové škole Zdeňka Nejedlého ve Zlíně a Uherském Hradišti, pod vedením profesorů Luďka Havelky a Jiřího Jašky. Po maturitě v roce 1954, nastoupila do závodu Gumotex v Břeclavi, kde pracovala až do roku 1960. V roce 1958 se provdala za malíře Františka Nikla, spolužáka ze střední školy.
V roce 1960 se jim narodil syn, český malíř, spisovatel a divadelník Petr Nikl a v roce 1968 dcera Veronika. V průběhu své profesní tvorby získala patenty na devět vynálezů a tři národní průmyslové vzory. Zemřela 5. června 1981 v Gottwaldově.

## Dílo
Libuše Niklová se inspirovala přírodou, cirkusem a také dětmi. První realizované návrhy byly malé pískající gumové hračky. Vyráběly se v Gumotexu. Byly to například Kočička s míčem, Pes Alík, Hanka, Barborka, či série figurek, představujících různá povolání v čele s Lékařem a Zdravotní sestřičkou.
Po narození syna Petra odešla v roce 1961 pracovat do Fatry Napajedla. Zde navrhla své ikonické hračky, například sérii harmonikových zvířat v čele s Kocourem nebo sérii sedacích nafukovacích zvířat, zastoupených Buvolem, Slonem a Žirafou.
S návrhy hraček začínala v 50. letech 20. století. V tomto období se začínalo pracovat s novým materiálem – plastem. Pro výrobu hraček měl vhodné vlastnosti (měkkost, lehkost a ohebnost). S plastovými výrobky se snadno manipulovalo, lehce se čistily a výhodou byla i barevnost (některé modely se vyráběly v různých barevných provedeních). Navrhovala zcela nové tvary z PVC a polyetylénu. Ovlivnila tvary nových plastových hraček použitím netradičních technologií a „harmonikových“, skladebných zvířat z vyfukovaného PVC.

### Návrhářka ve Fatře
Libuše Niklová sdílela názory pražského uměleckého sdružení Artěl, ale pro české prostředí jí byly bližší myšlenky designéra Ladislava Sutnara. Při studiu na uměleckoprůmyslové škole se naučila základům sochařského řemesla, kresebné zručnosti a realizaci návrhů modelů ze sádry. Základy technologie výroby plastických hmot získala až v závodě Fatra díky mistru Františku Juřenkovi.
Hračky Libuše Niklové byly pestře malované, v těle i končetinách měly hliníkové dráty, které umožňovaly ohýbání. Při navrhování si byla vědoma, že dětská osobnost se utváří i hračkou. Patřila mezi designéry, kteří jsou schopni povýšit funkční předmět na umění. Charakteristickým rysem jejích hraček byl zajímavý tvar, barva, dekor, vůně i zvuk. Mezi nejznámější polyetylenové hračky patří černý kocour, beran nebo krokodýl. Při jejich tvorbě se inspirovala ohybatelnou trubkou z „nově vyrobené splachovací nádržky“.
Sama navrhovala i obal, ve kterém se rozložená hračka prodávala. Dítě si ji sestavilo jako stavebnici. Navrhovala také hračky pro nejmenší děti, nafukovací a zároveň pískací, které měly velmi jednoduché tvary. Od 70. let začala navrhovat větší nafukovací a sedací hračky, které byly lehké a omyvatelné. Koník, Nosorožec, Housenka, Žirafa, Lev a Lední medvěd patřili mezi následovníky Buvola, jehož prototyp vznikl v roce 1971. Sériově se začal vyrábět v roce 1973. Buvol byl nejčastěji vyráběn z červené fólie, ale existovaly i varianty modré, zelené nebo černé. Na výstavy byl speciálně vyráběn v průhledném provedení.

### Tvorba v čase
- Gumové pískací hračky (1954–1964) – gumové pískací hračky vyráběné v Břeclavi. Patří sem postavičky, zvířátka, panáčci, kteří představující různá zaměstnání. Nejdříve byly vyráběny z lisované a pěnové pryže, potom z vyfukovaného PVC a v 60. letech 20. století odlévané z PVC. Barvily se ručně latexovými barvami. Byly vytvořeny i upomínkové předměty, vyrobené k příležitosti 2. Československé spartakiády.
- Harmoniky a verneovky (1963–1967) – tvořila důležitou kapitolu tvorby Libuše Niklové. Zvířátka měla harmonikový trup a detaily byly vyrobeny z plastových trubiček, nebo se ručně domalovávaly. Prodávaly se v rozloženém stavu jako skládačky. Dále byla vyrobena „Verneovská kolekce“ pro Světovou výstavu 1967 v Montréalu, vyráběl se vláček Pískáček s houkajícím komínem nebo dopravní prostředky inspirované romány Julesa Verna.
- Nafukovačky (1963–1981) – nafukovací hračky (vodní), jejichž obvyklým tématem byla zvířata, ale i panenky, míče, vodní lehátka, bazény nebo čluny, které měly moderní grafický vzor. Populární byl soubor se Slonem, Buvolem, Žirafou. Nafukovací hračky ke hraní plnily zároveň funkci sedačky.[4]

### Ukázka tvorby

#### Gumové pískací hračky, Gumotex Břeclav 1954-1964

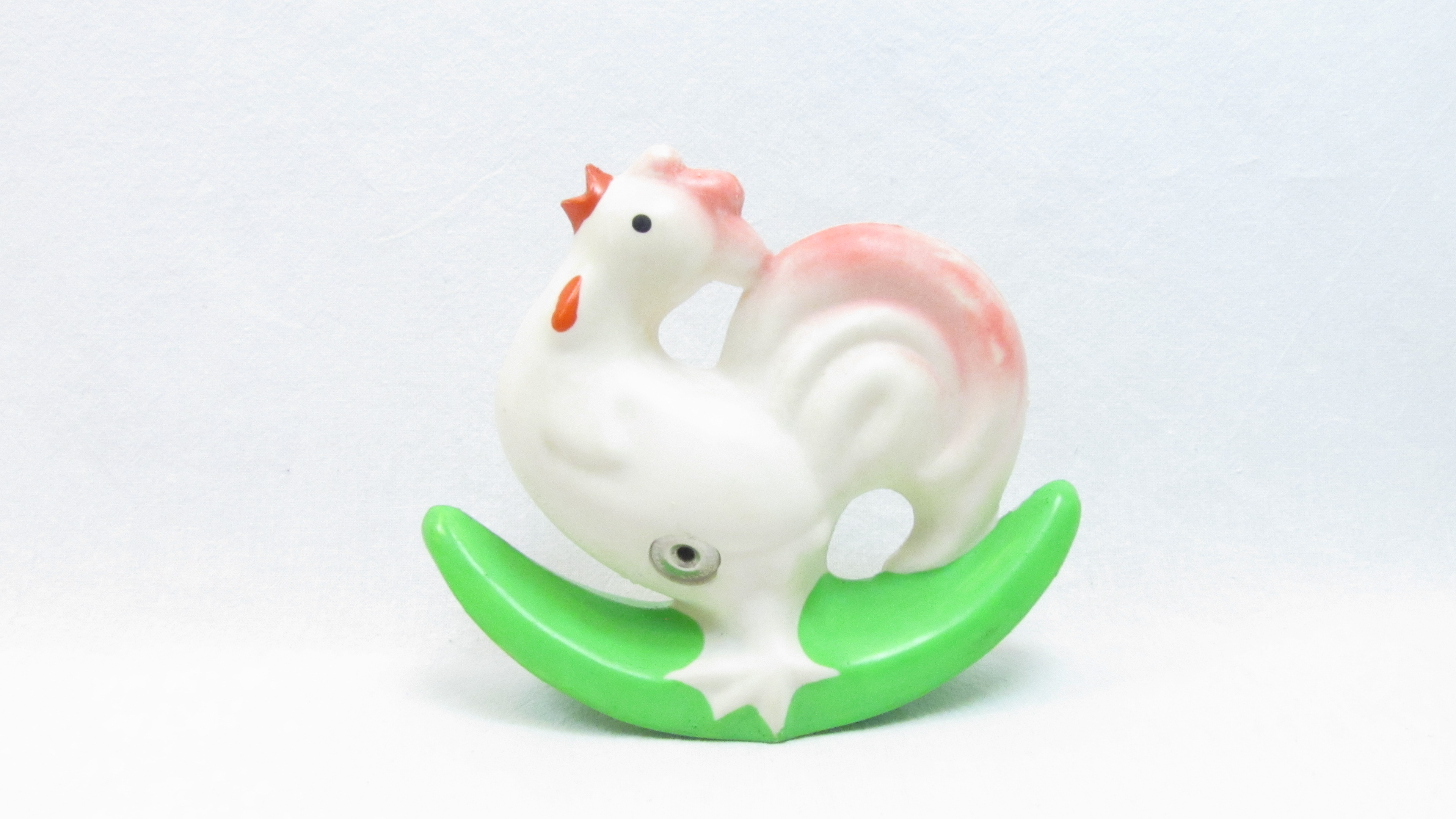
Kohoutek Houpací 1954
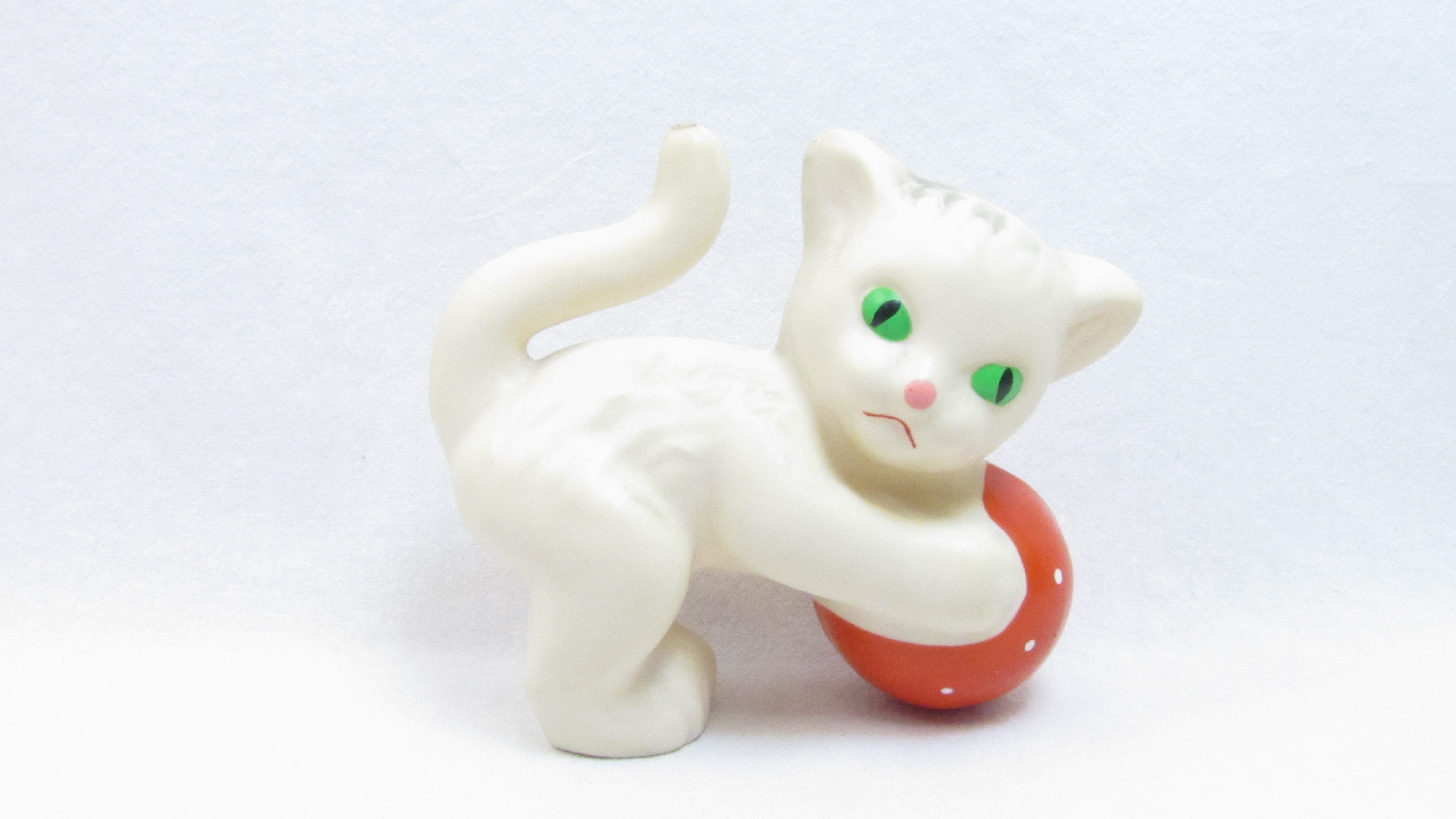
Kočička s míčem 1956
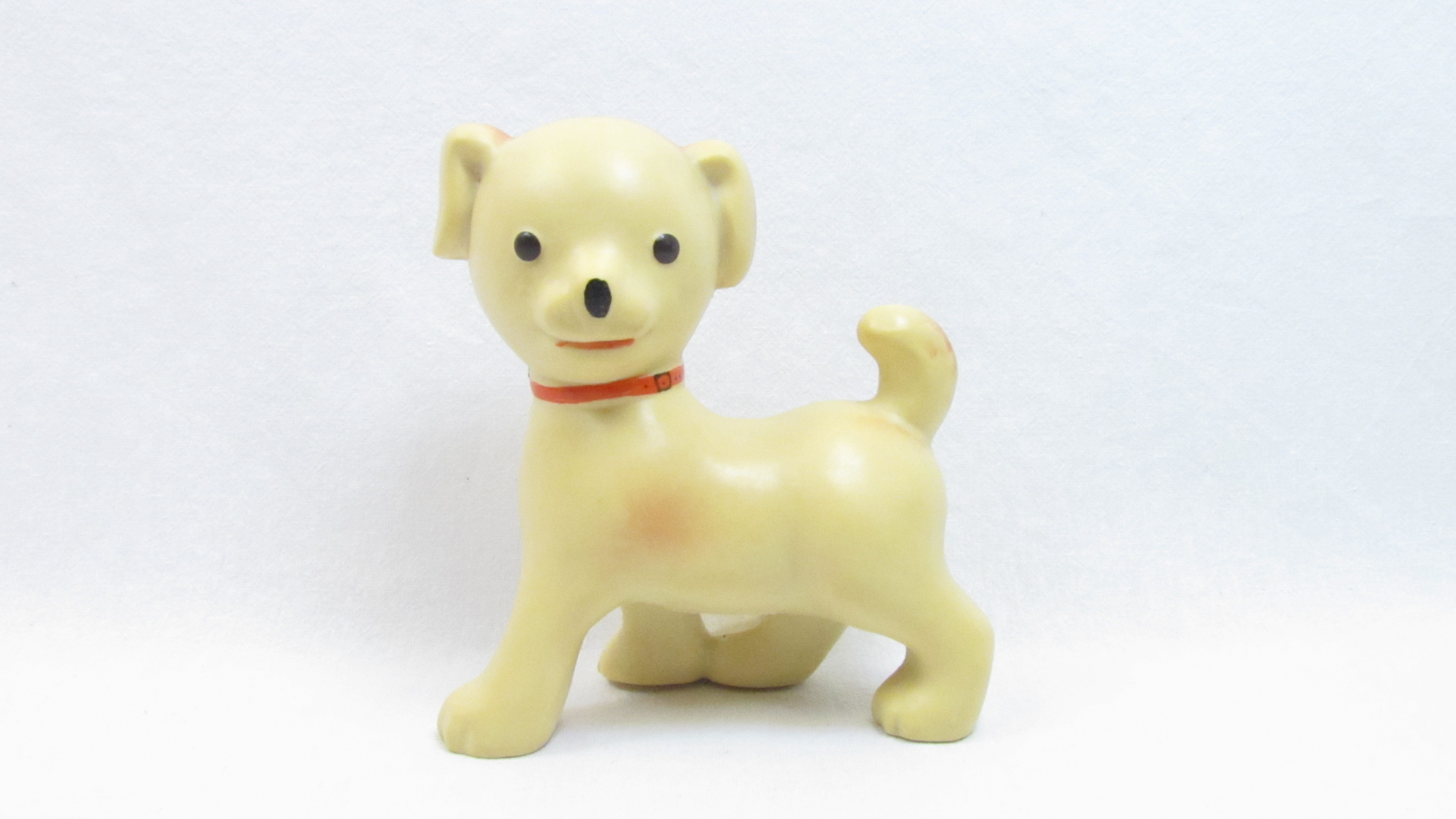
Pes Alík 1956
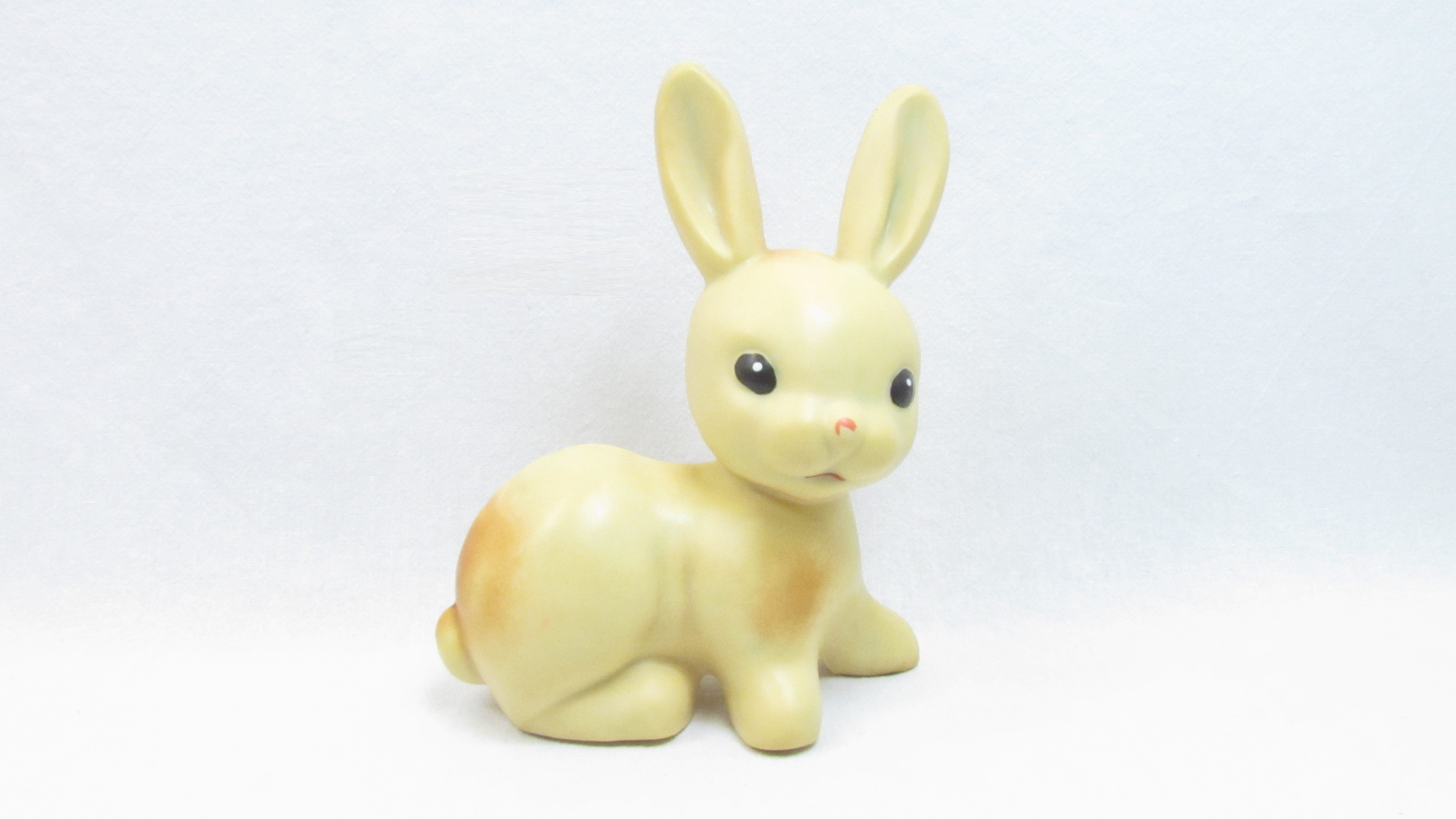
Králíček 1956
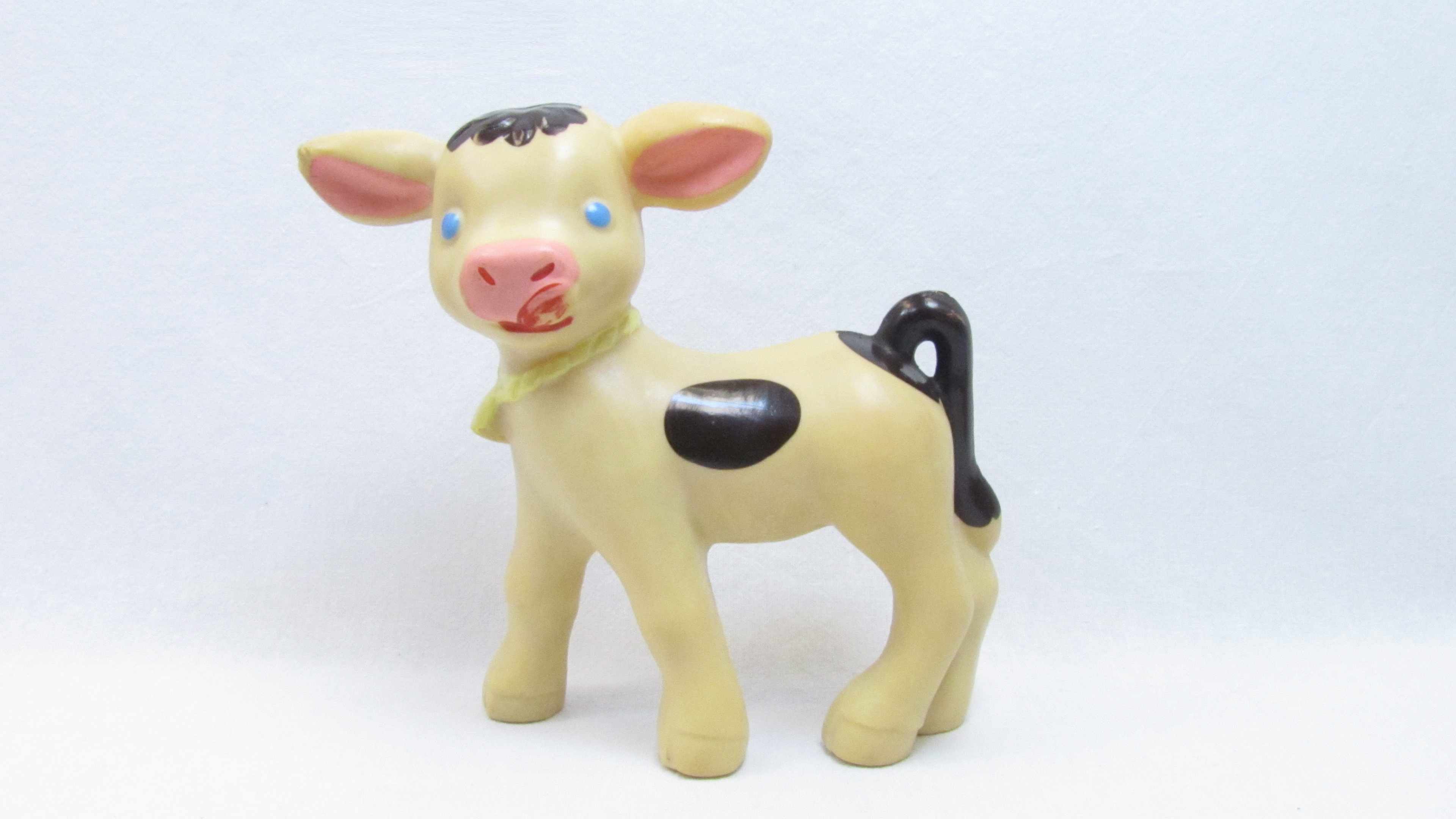
Telátko 1956
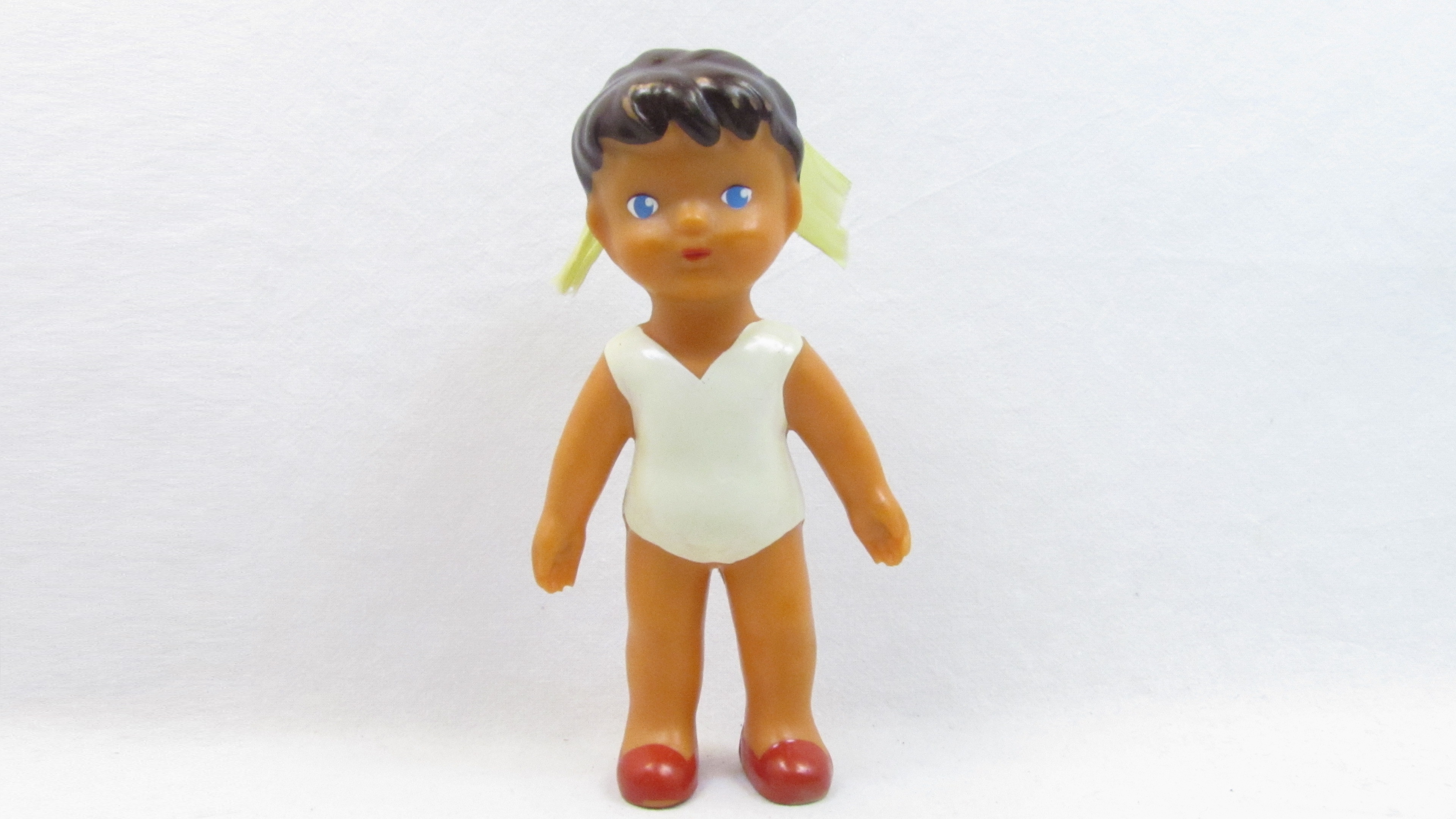
Libuška 1957
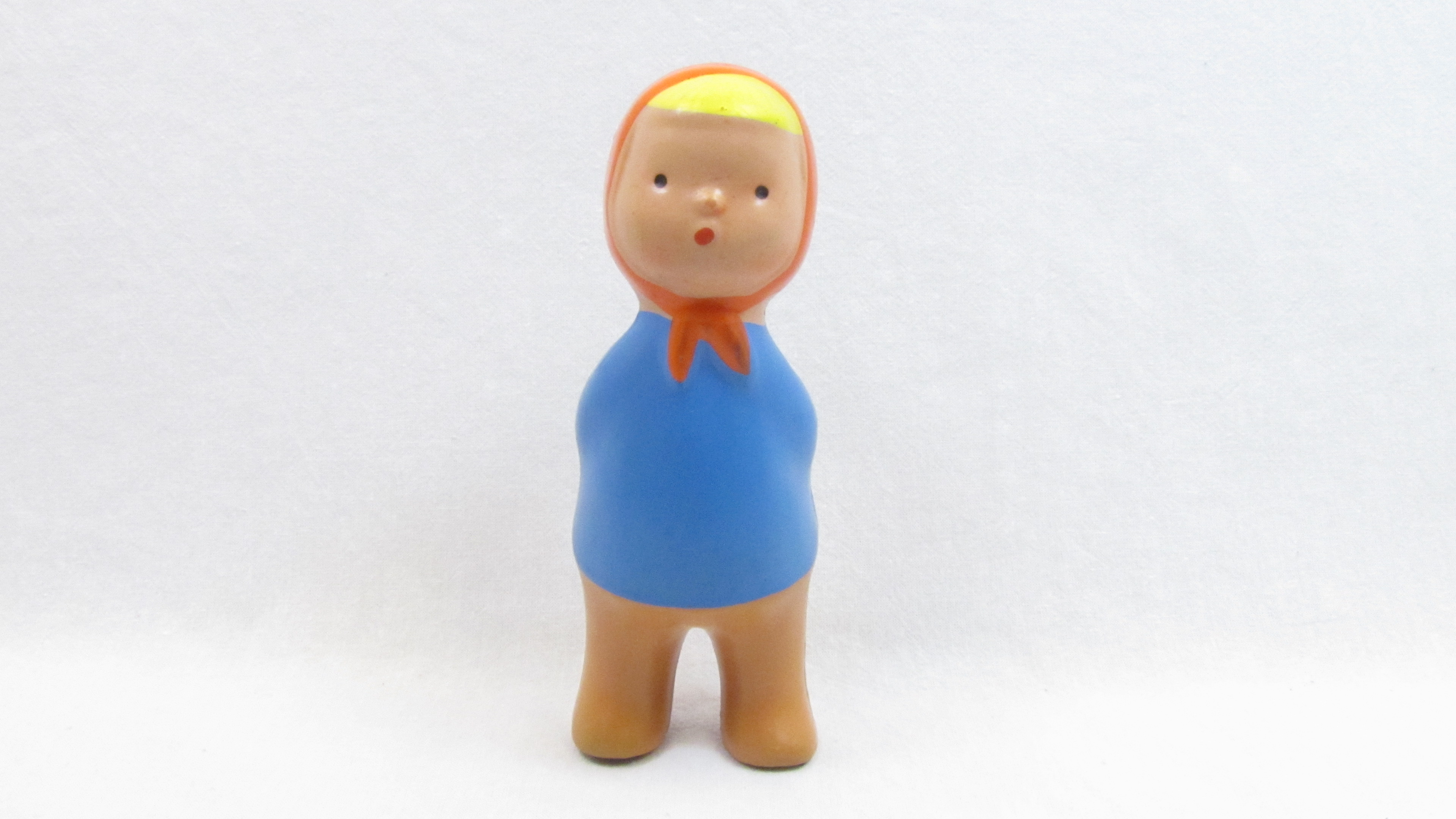
Hanka později Zuzana 1958
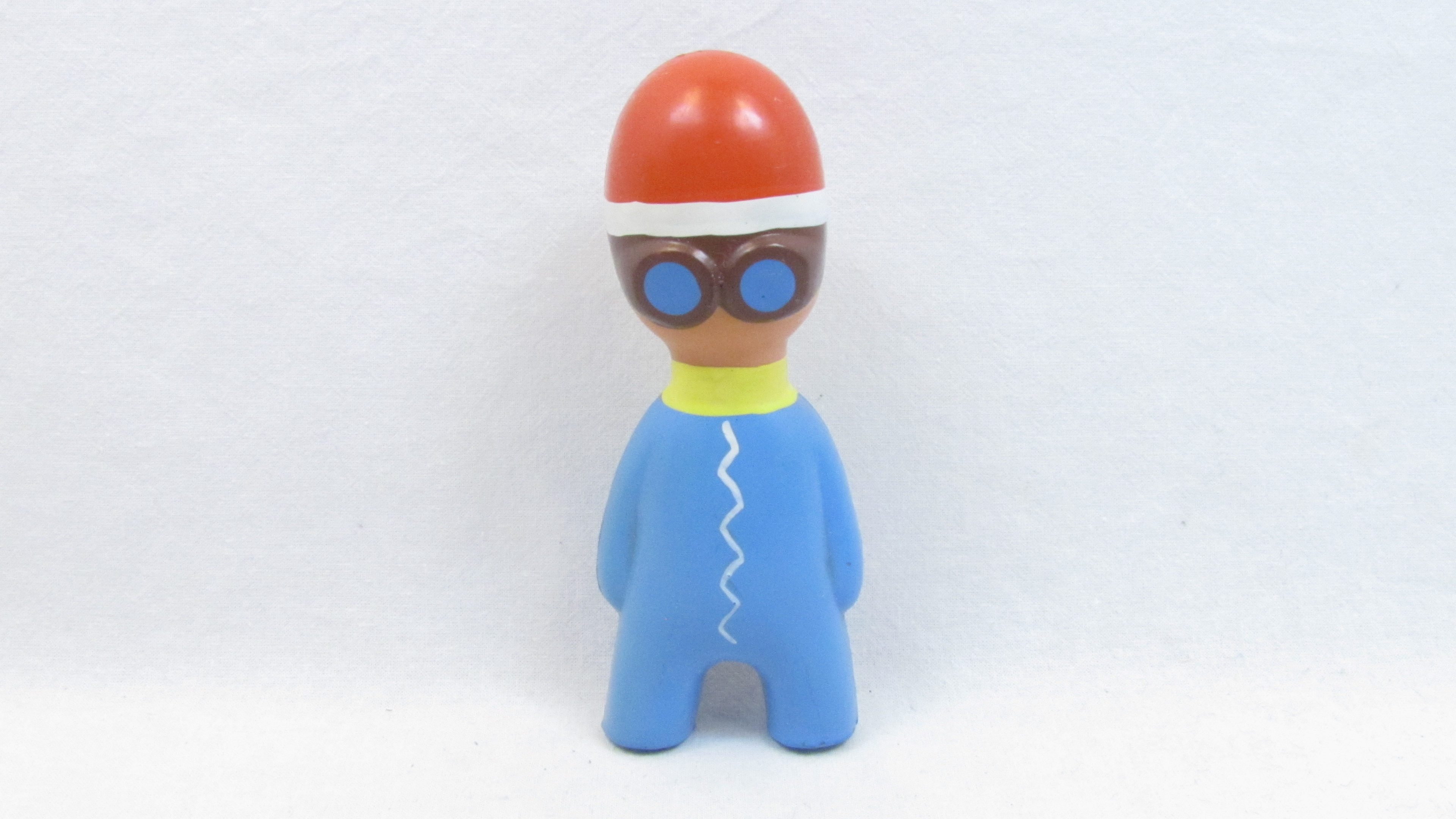
Motocyklista 1964
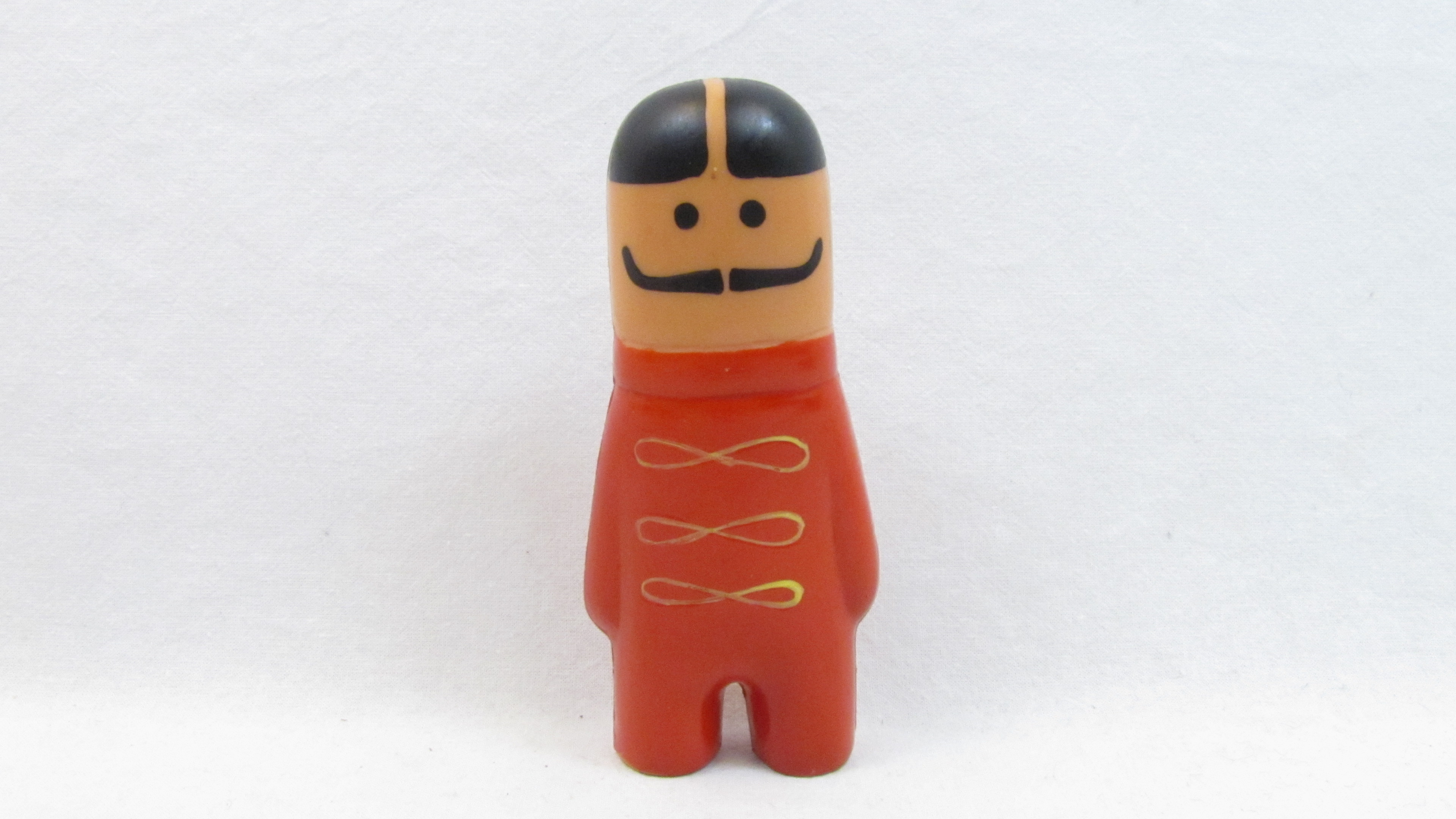
Krotitel 1964
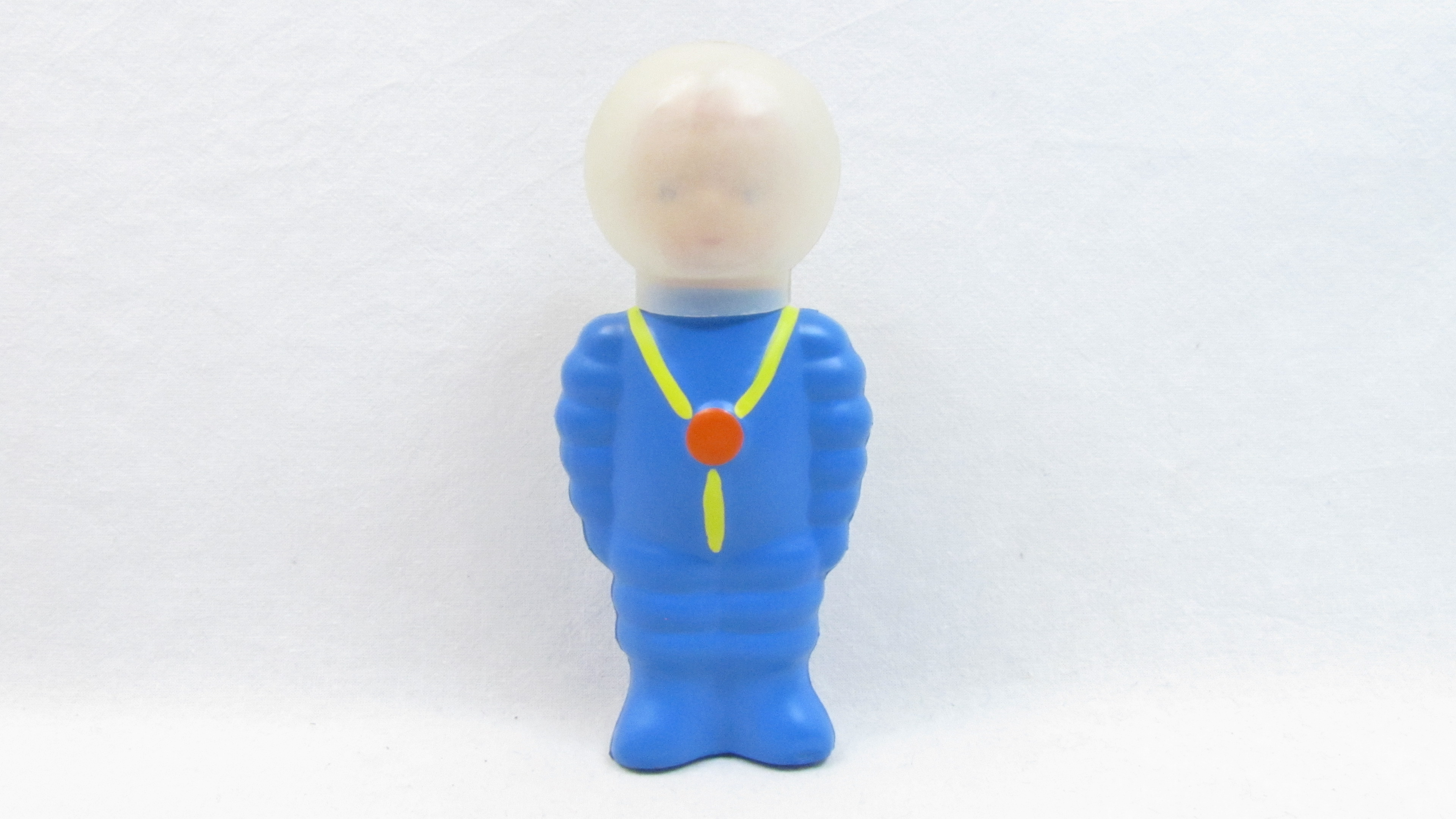
Kosmonaut 1964

#### Harmonikové hračky, Fatra Napajedla 1963–1967

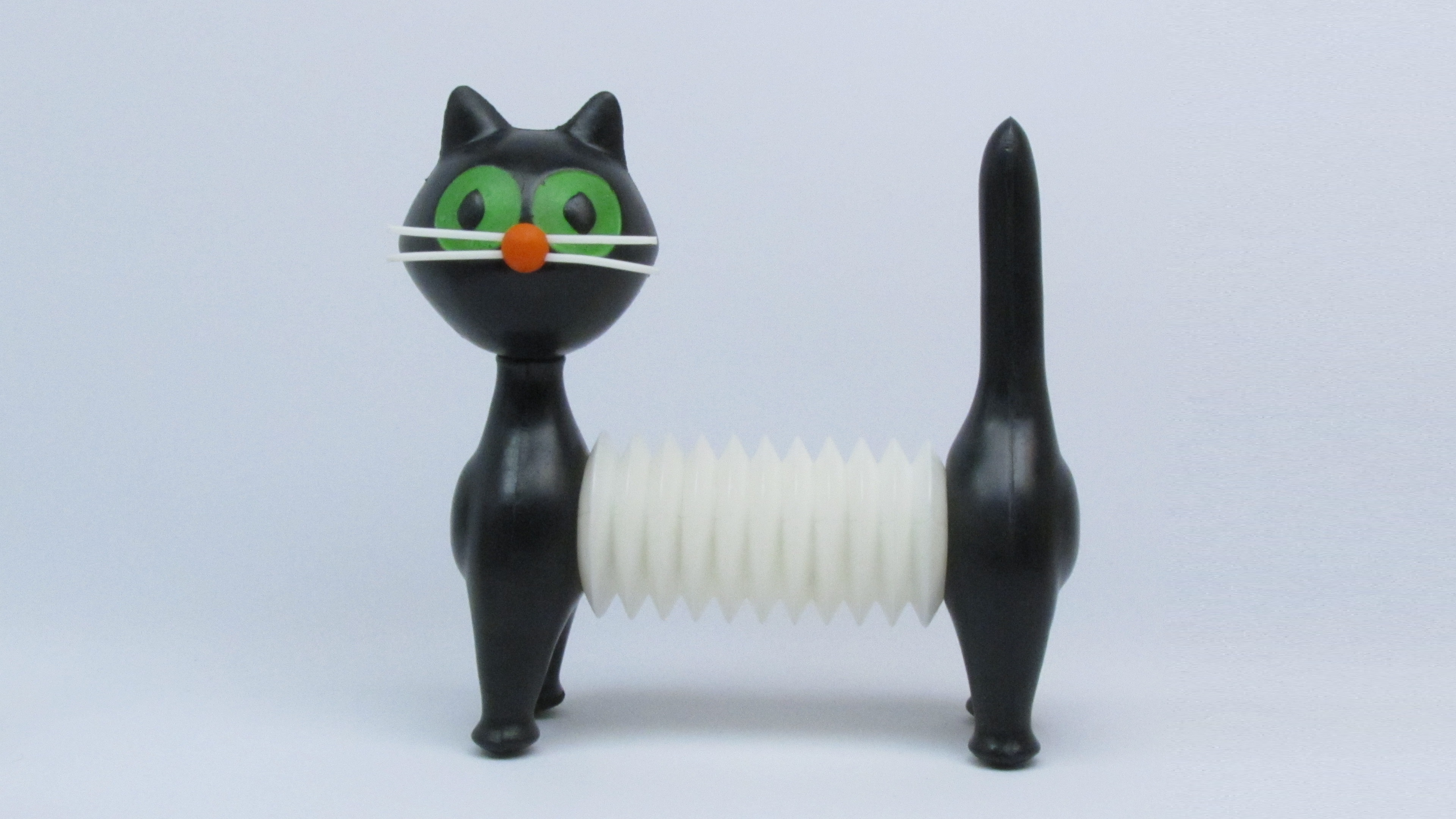
Kocour Líba 1963
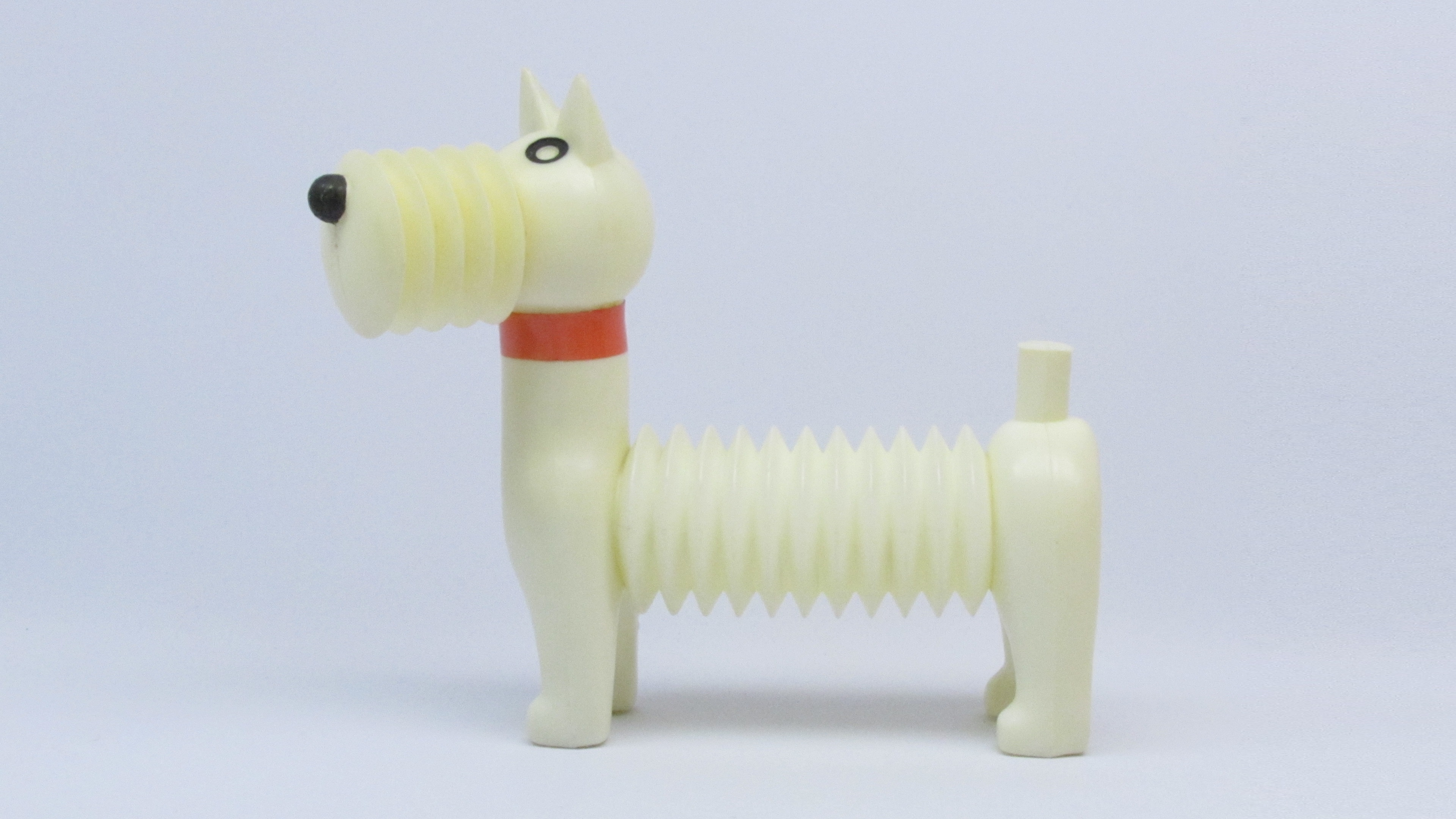
Pes Rafan 1965
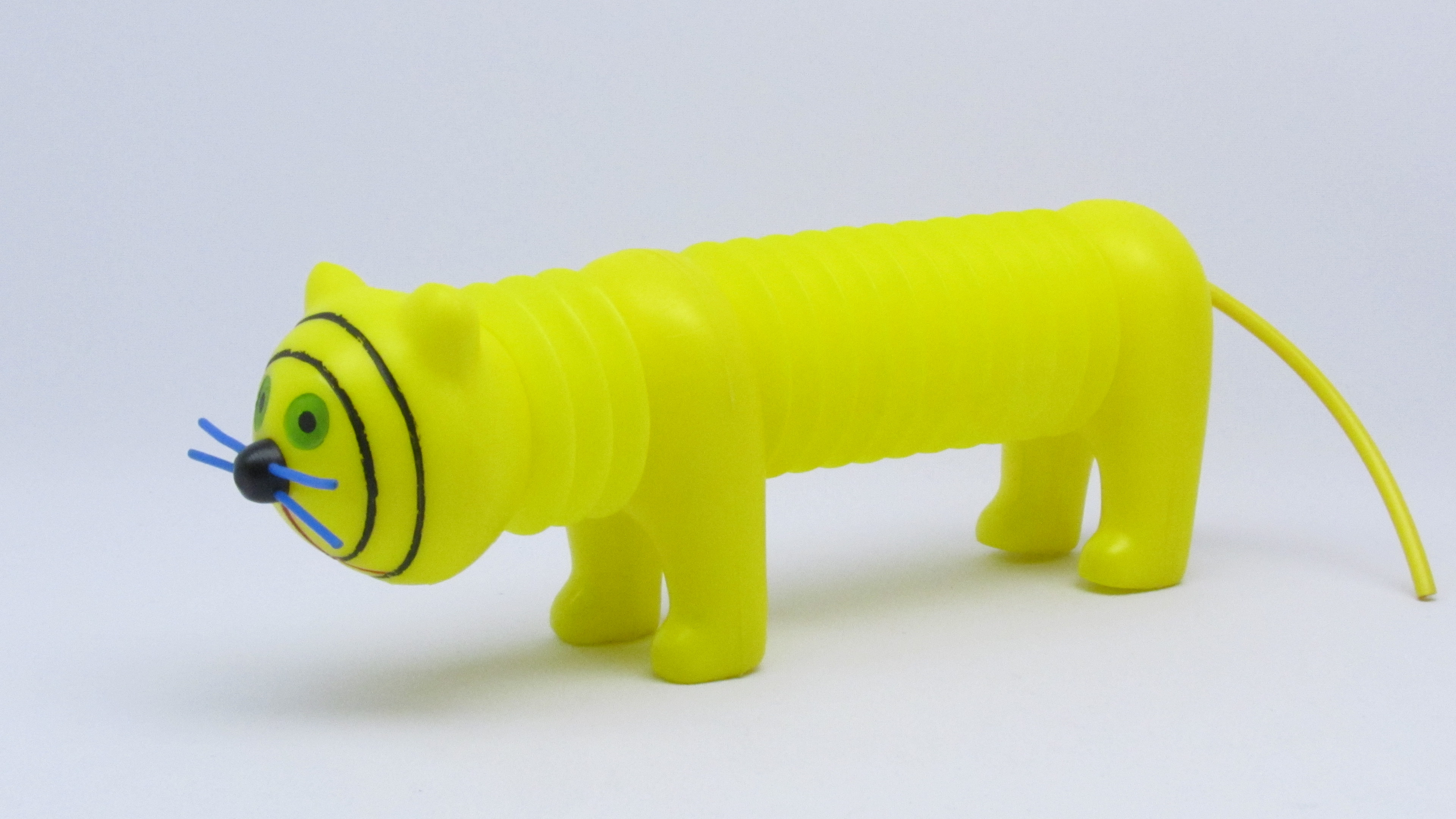
Tygr 1964
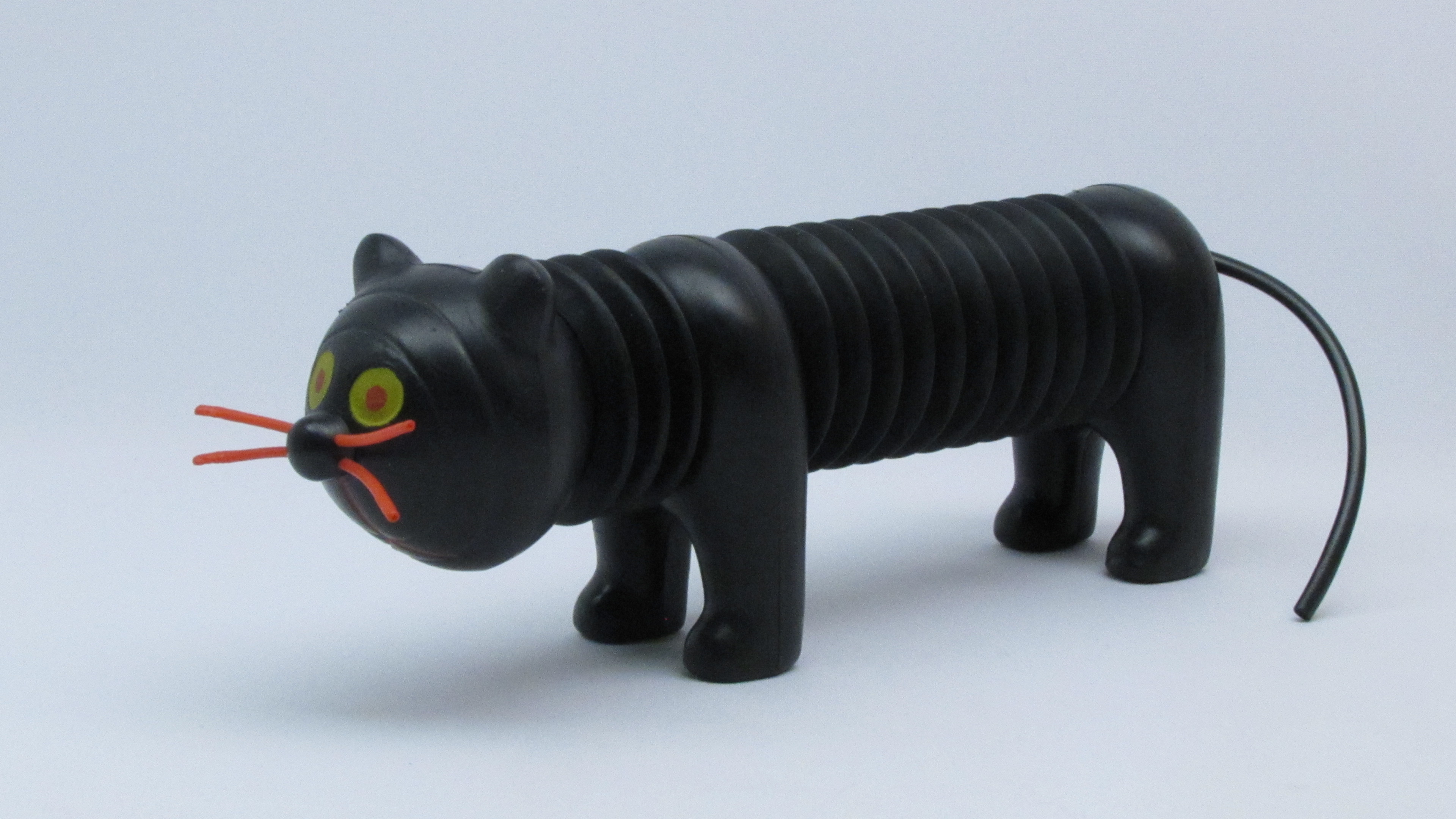
Pardál 1964
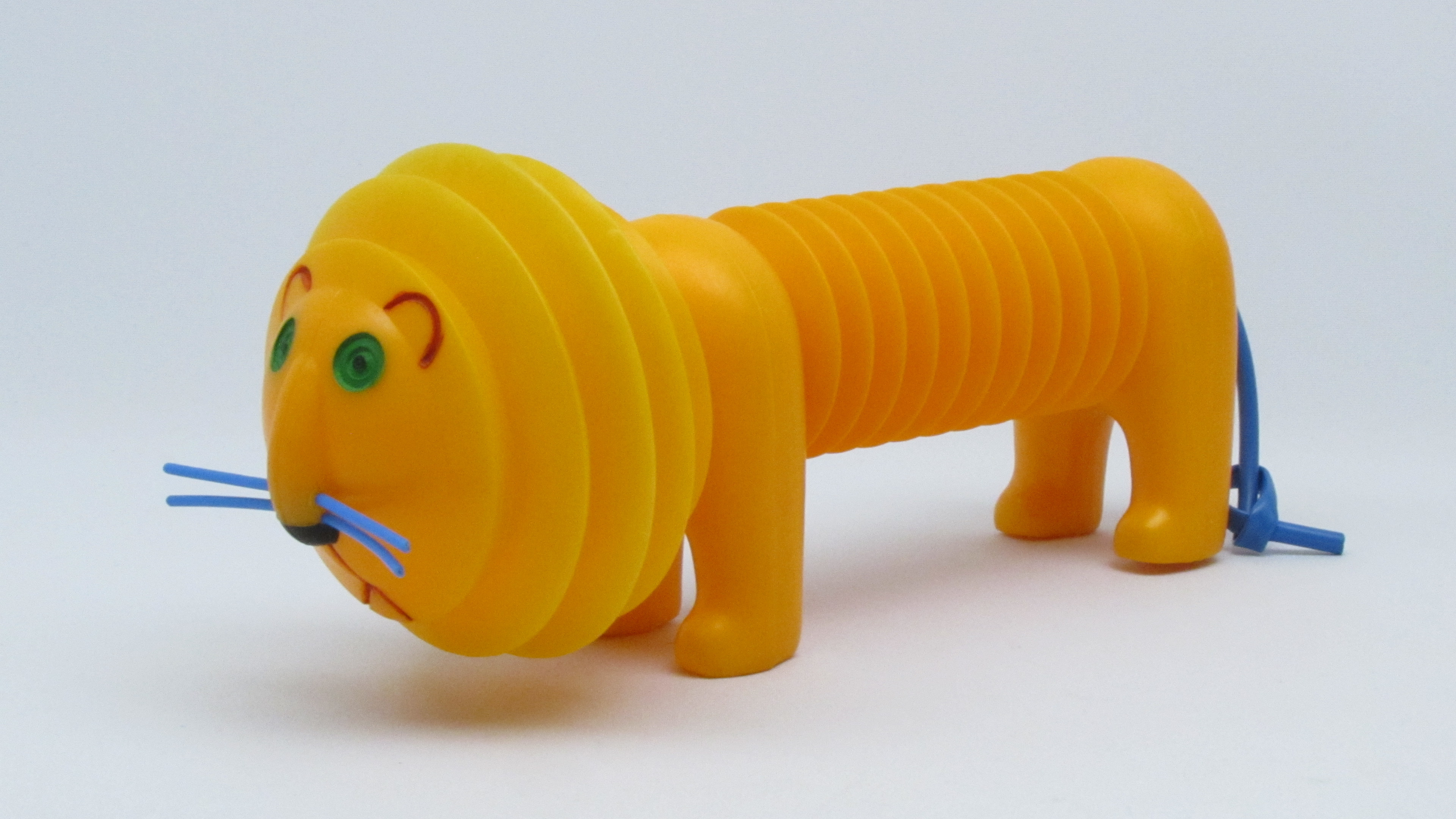
Lev 1964
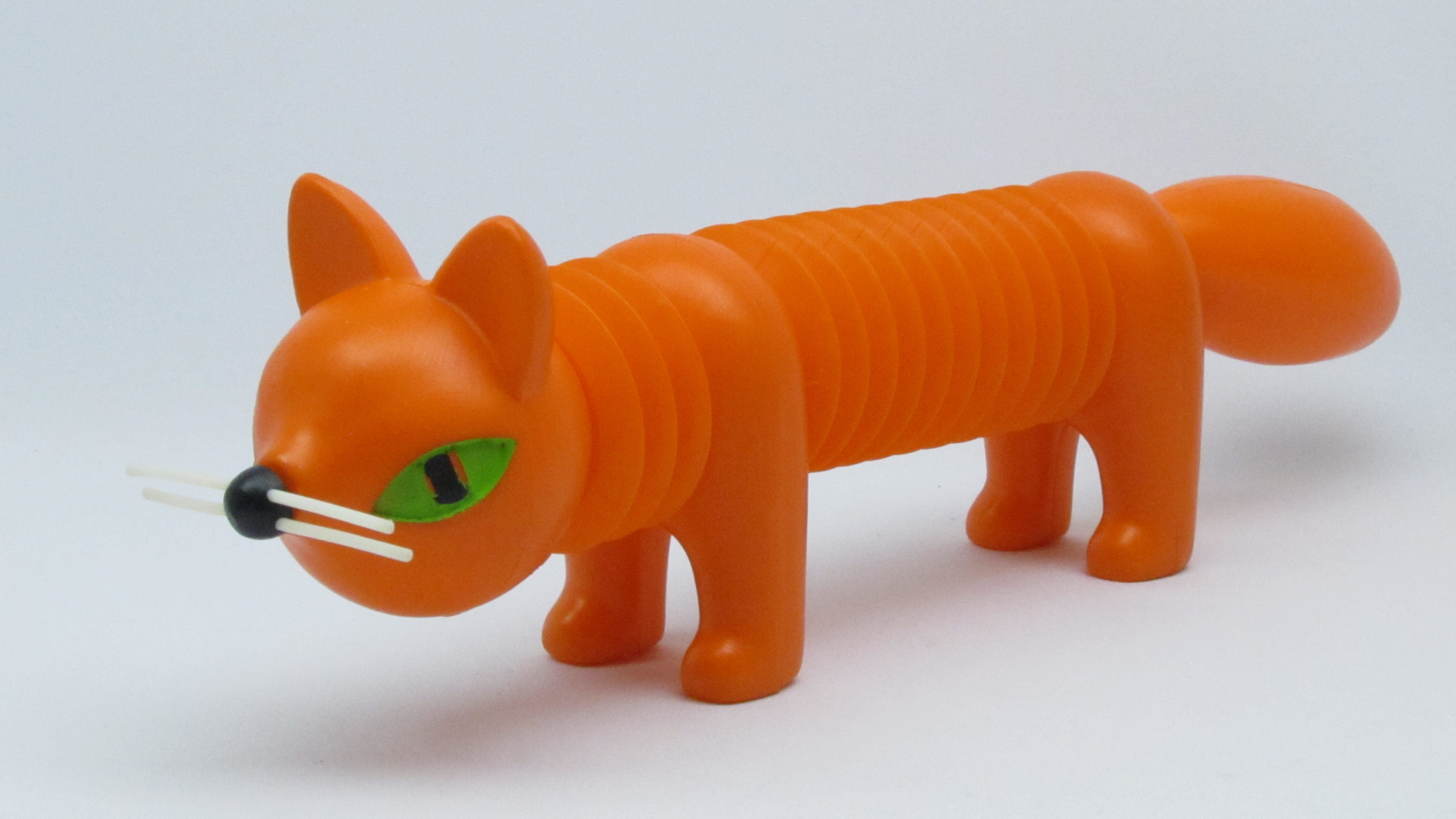
Lišák 1964
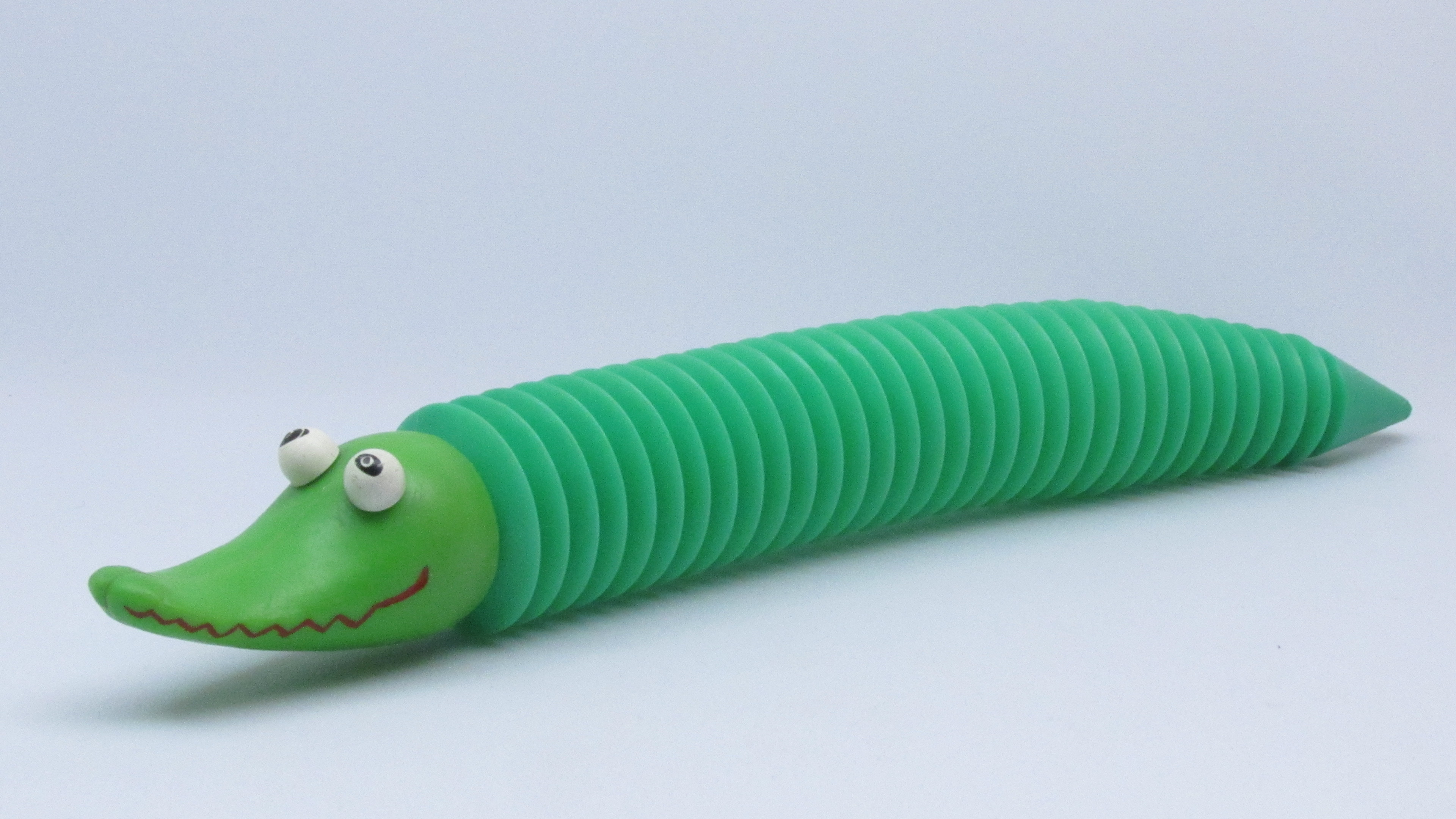
Krokodýl 1964
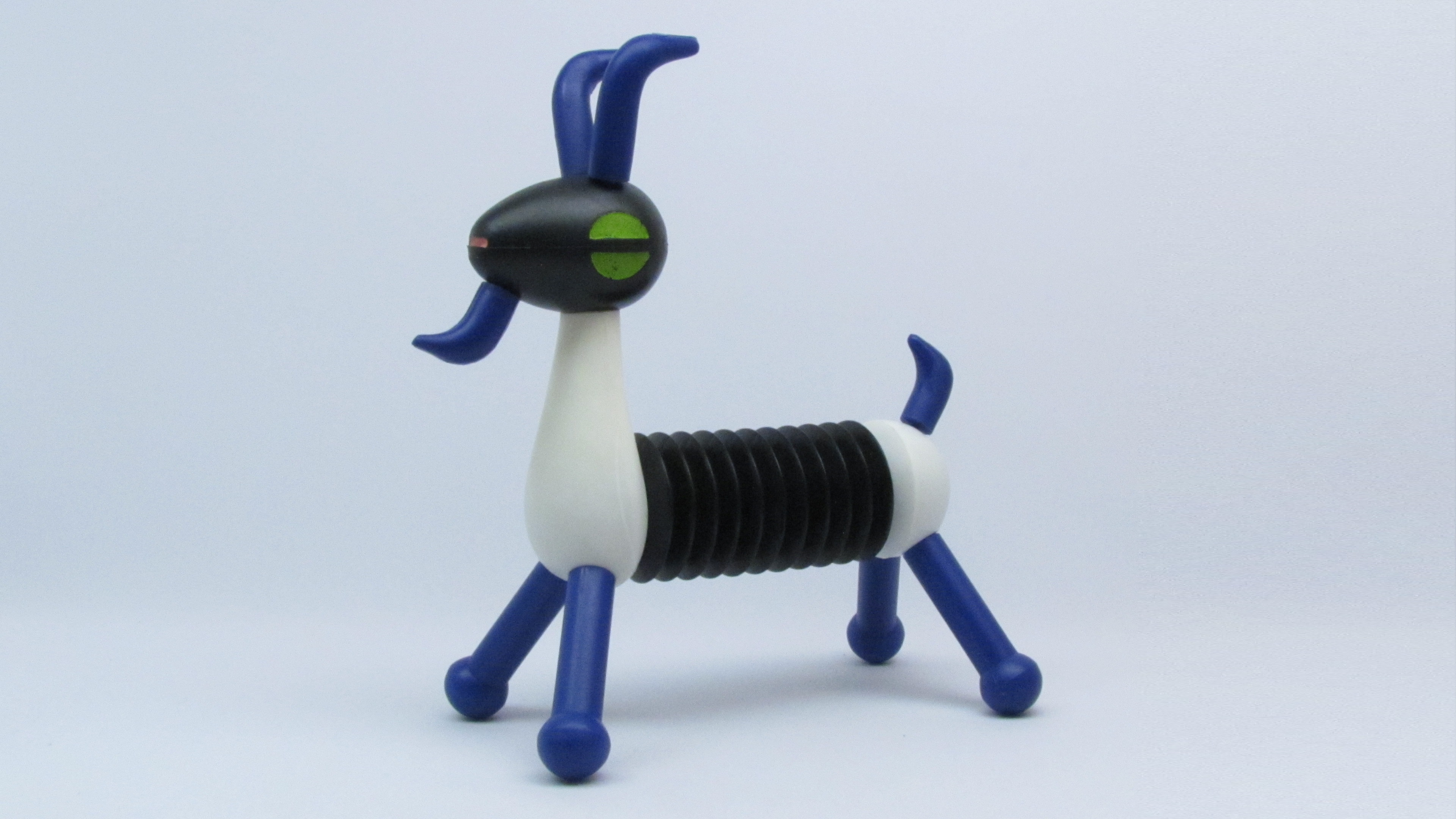
Koza 1965
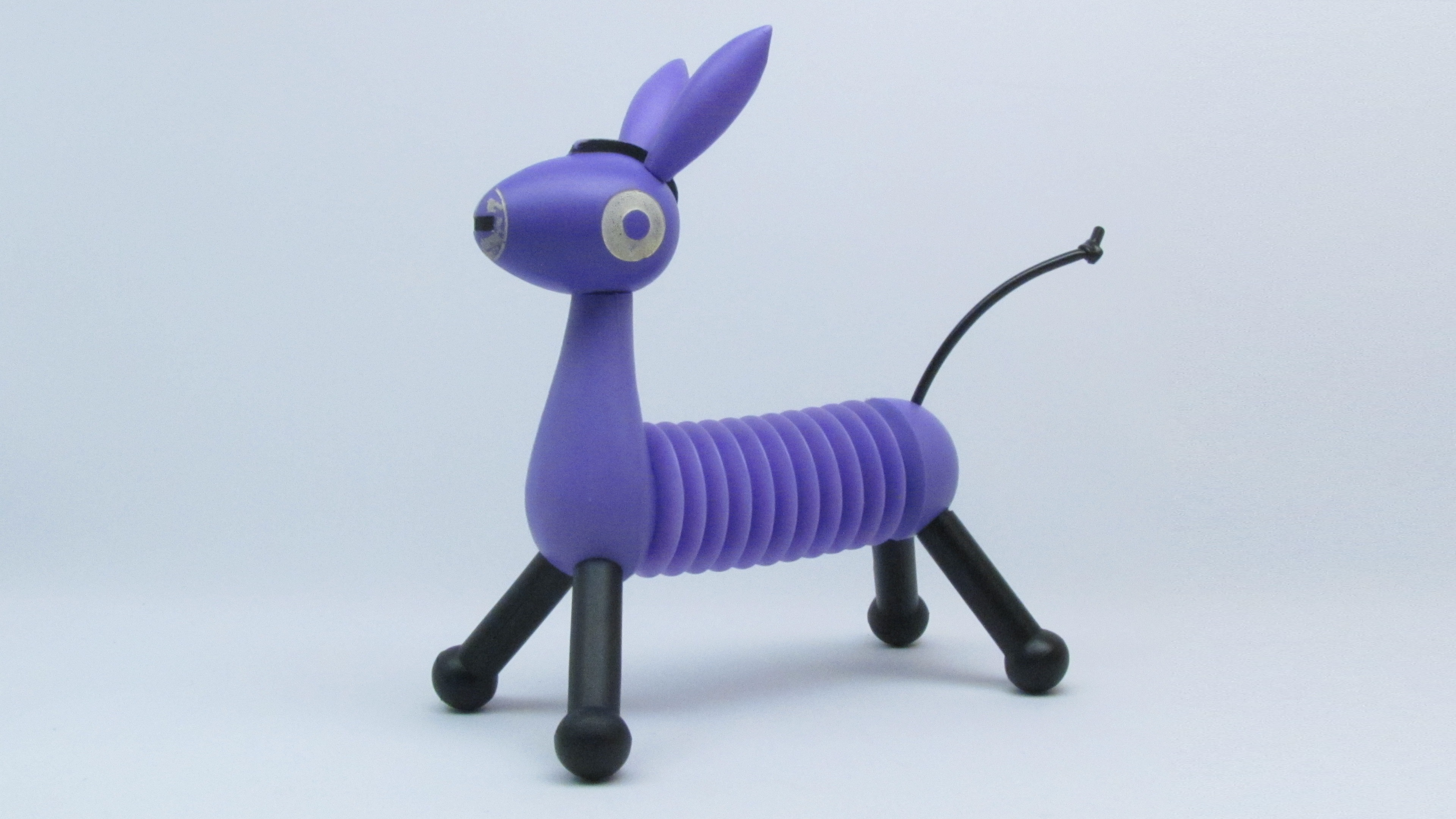
Osel 1965
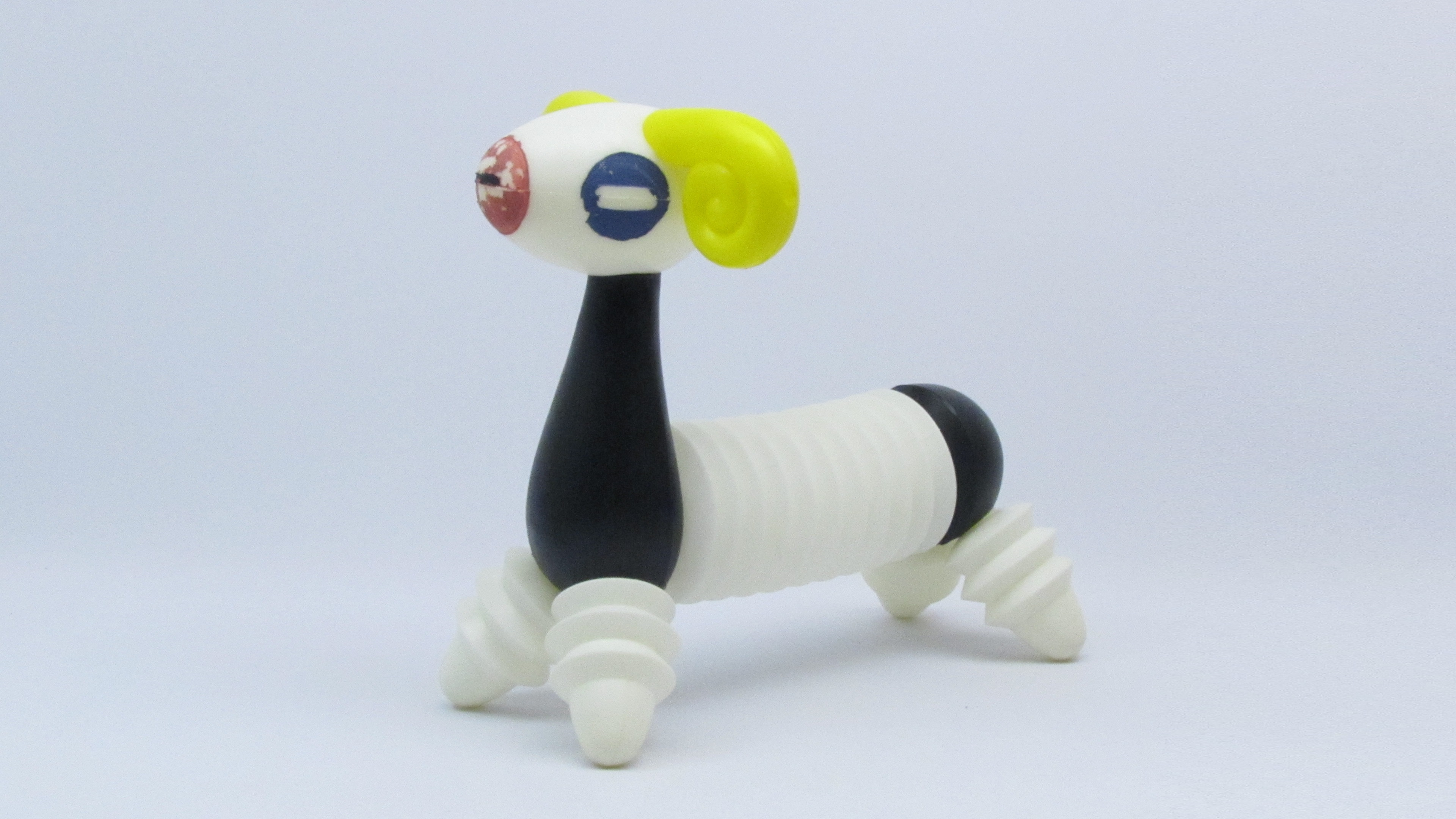
Beran 1965
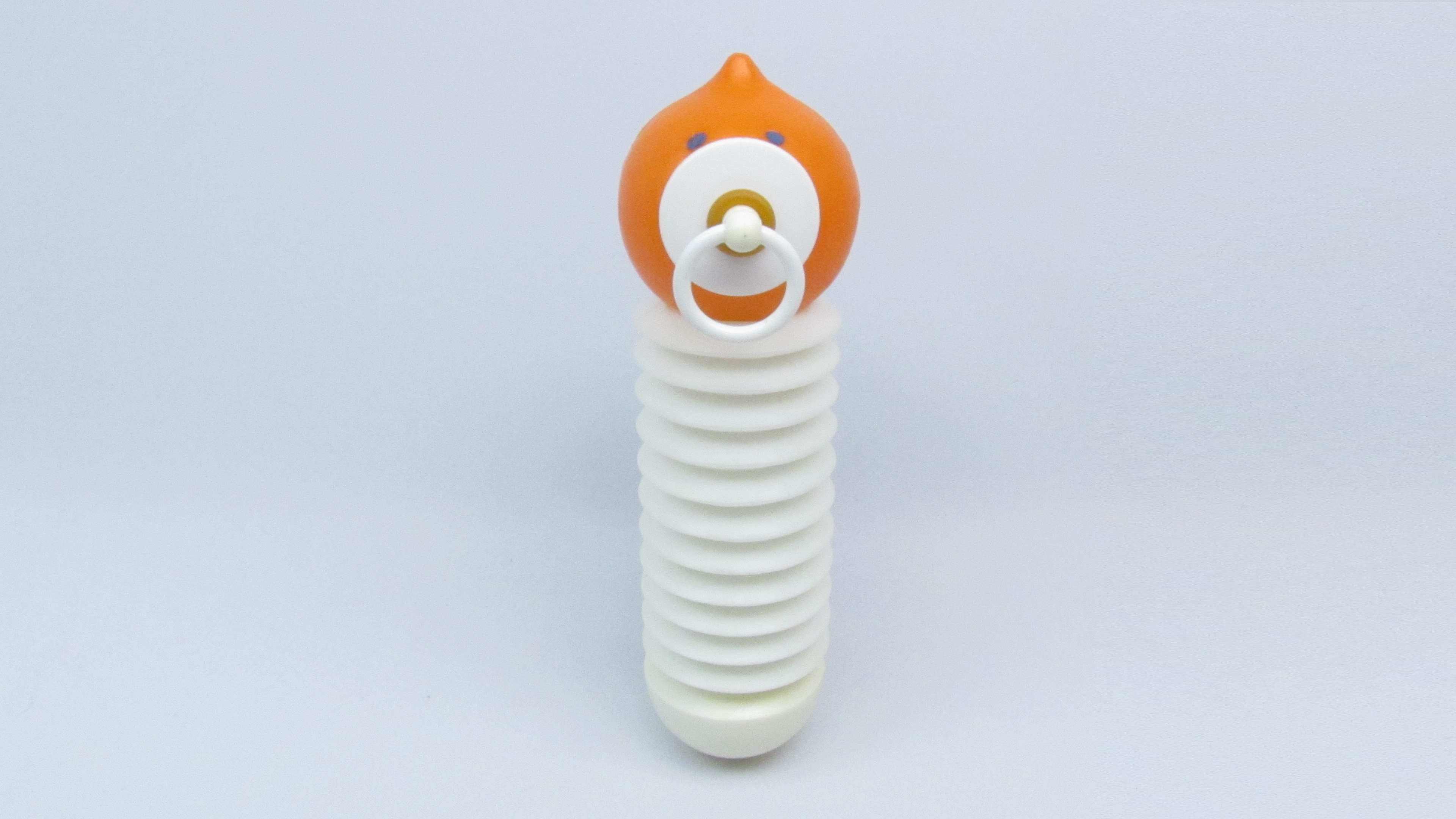
Miminko 1964
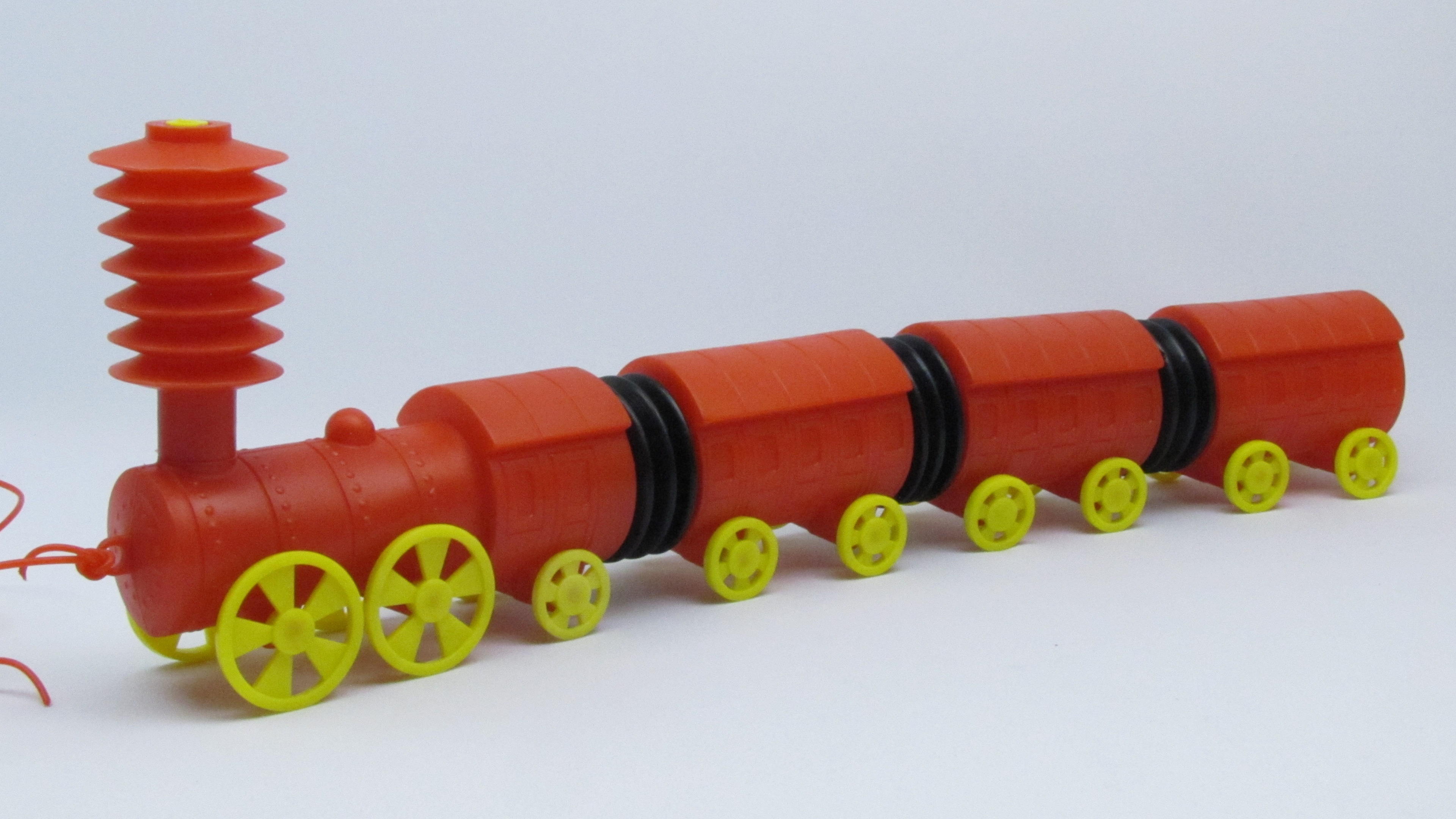
Vláček Pískáček 1967

#### Verneovky, Fatra Napajedla 1967

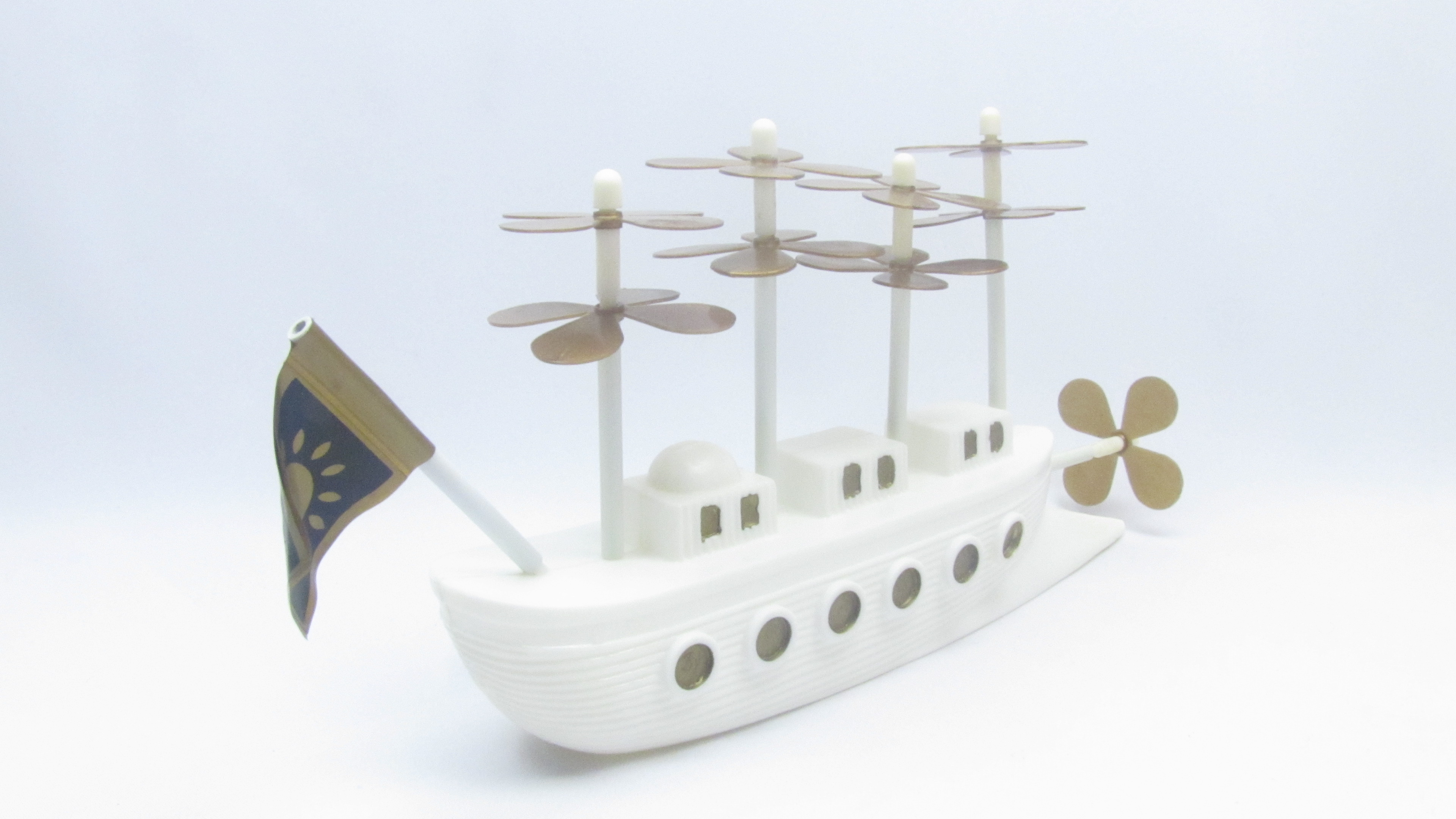
Albatros 1966
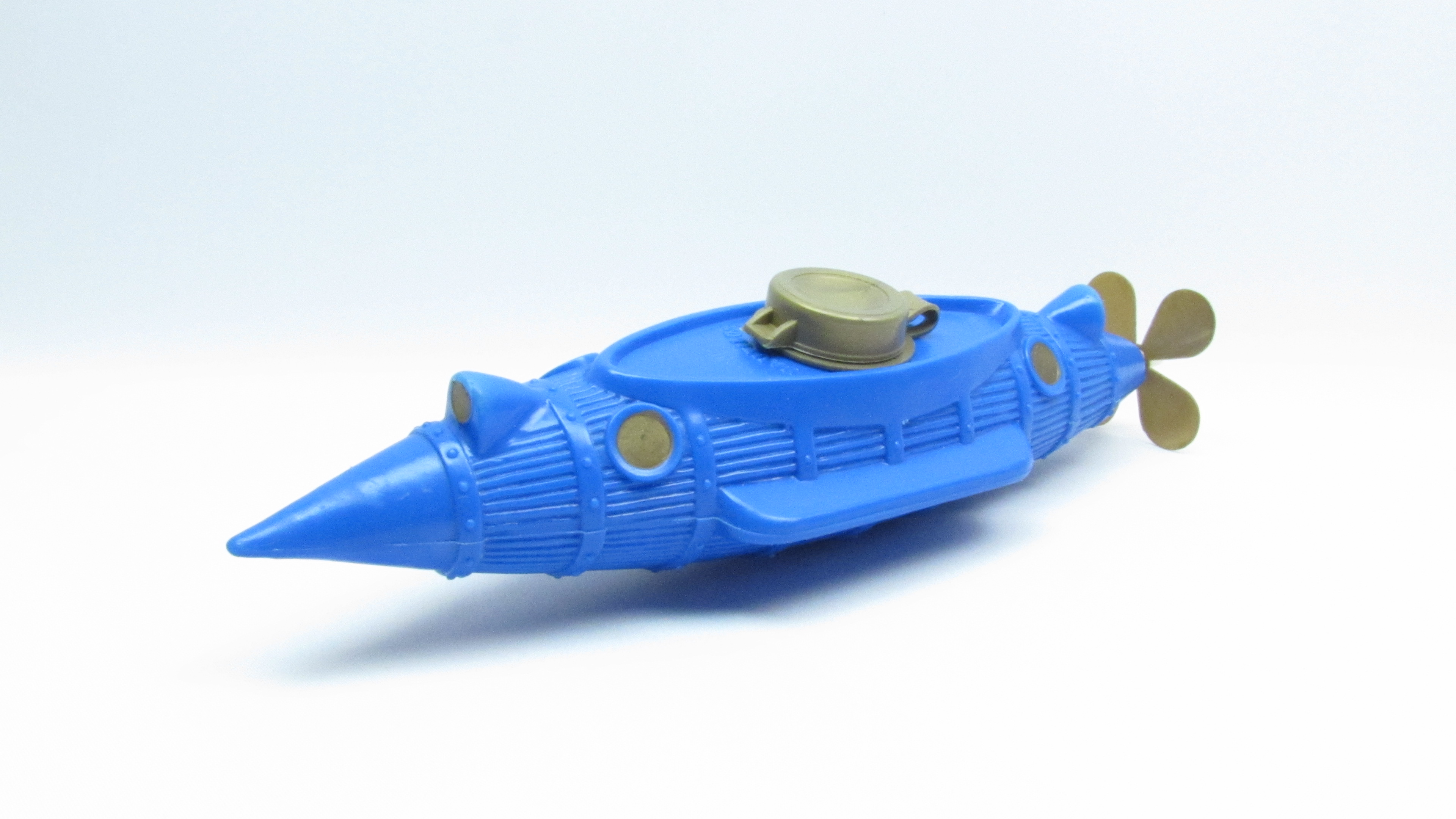
Nautilus 1966

#### Nafukovací hračky, Fatra Napajedla 1963-1981

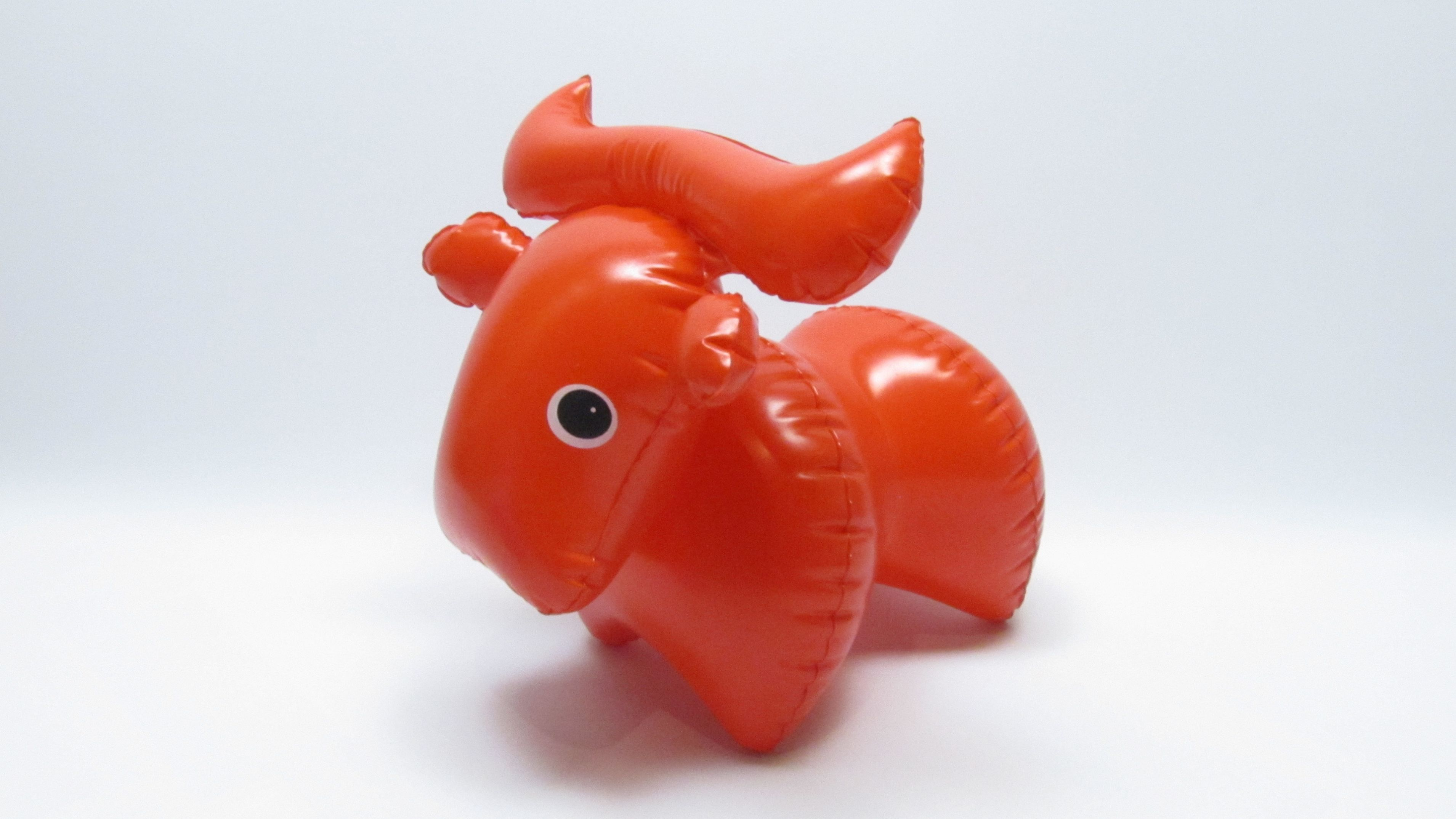
Buvol malý 1976
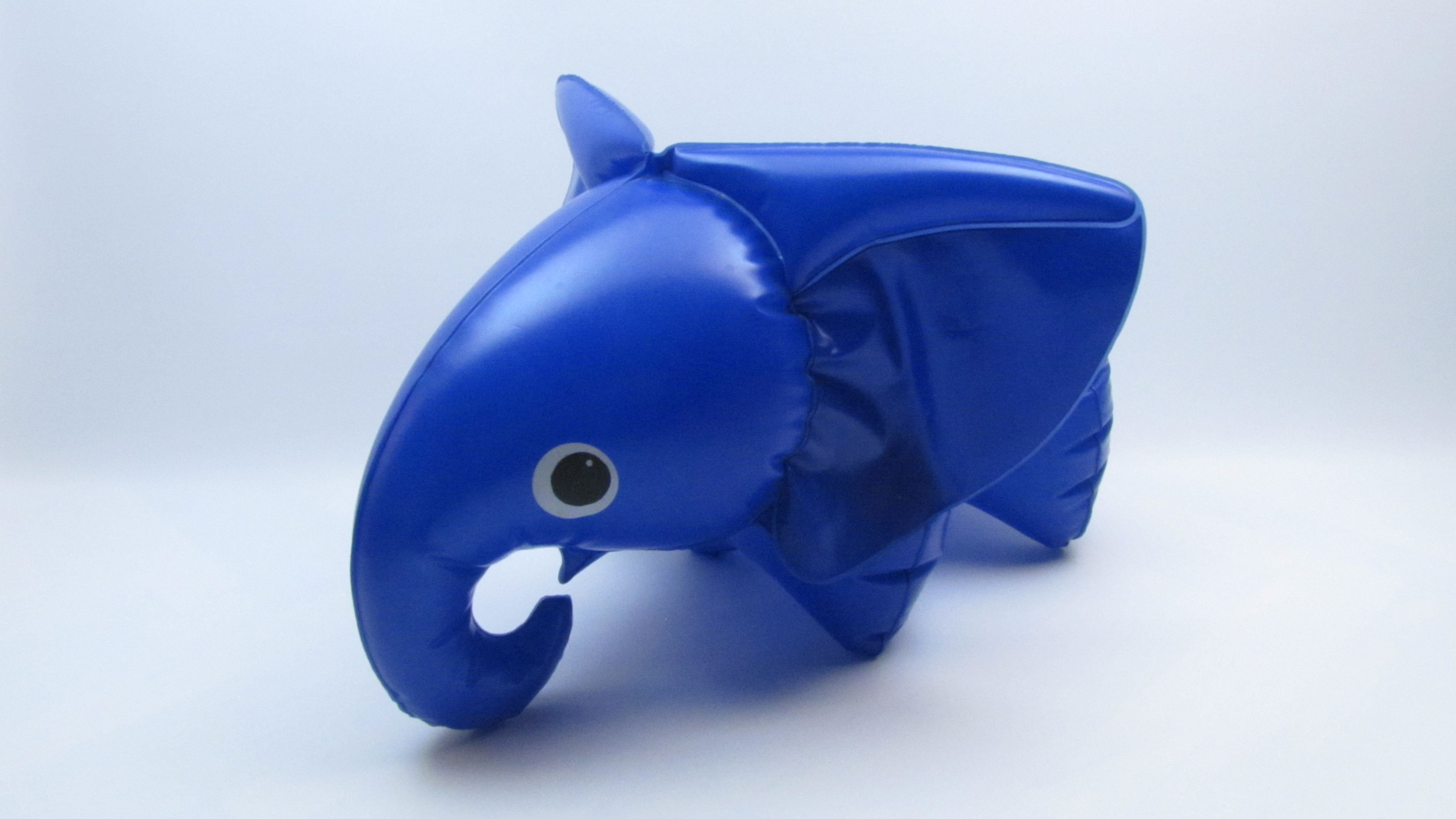
Slůně 1975
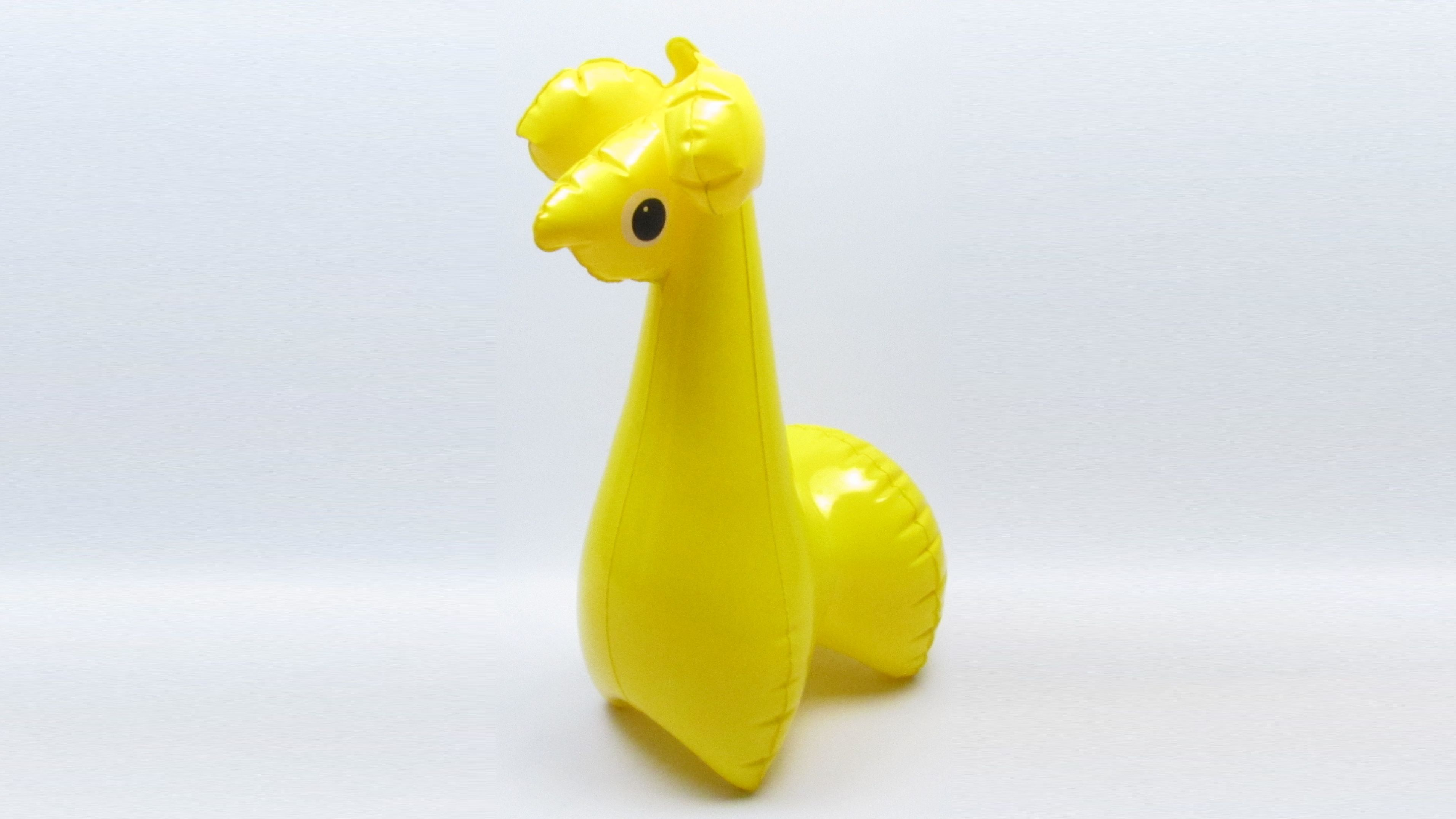
Žirafa malá 1975
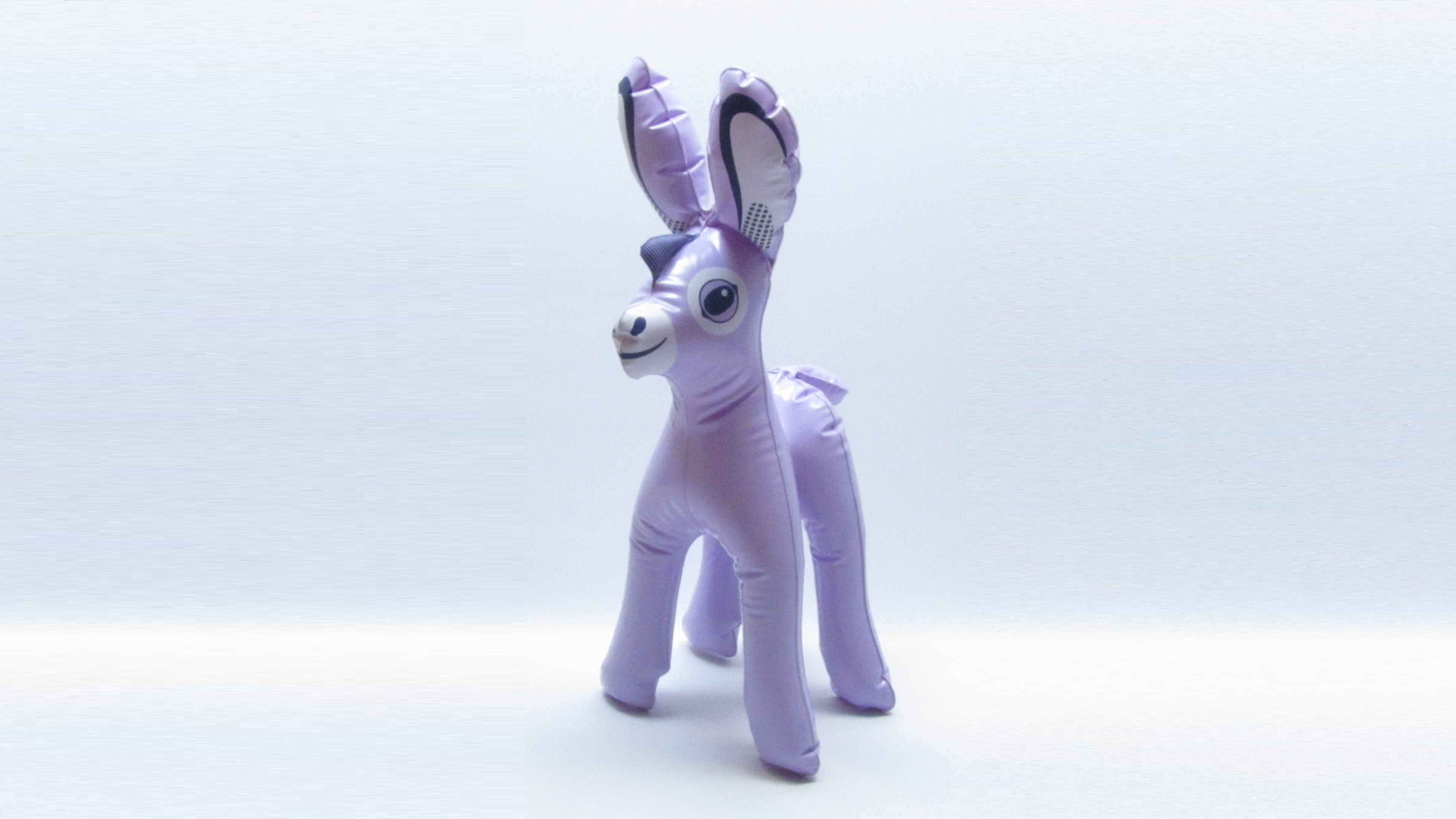
Oslík 1975
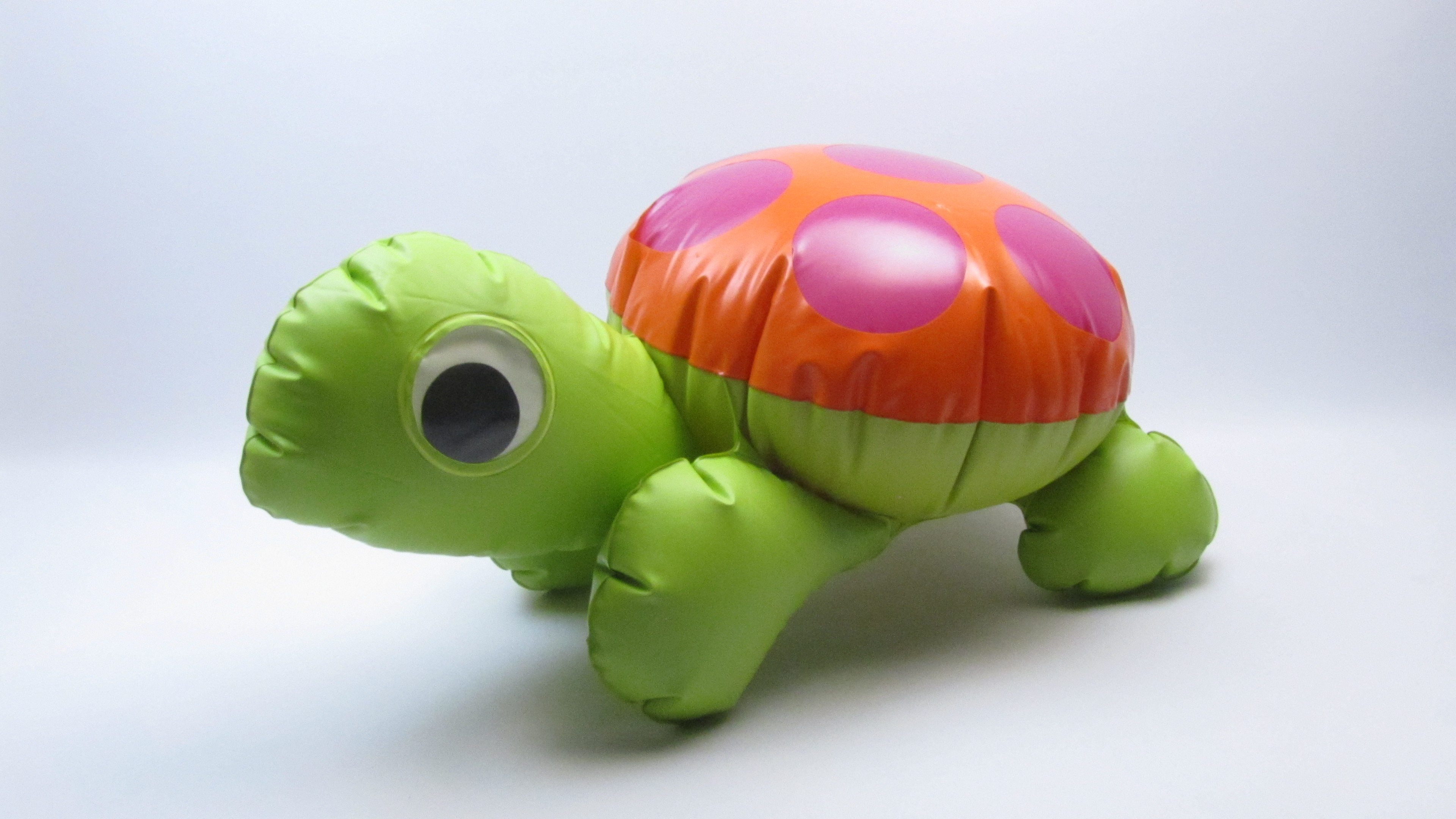
Želvička 1977
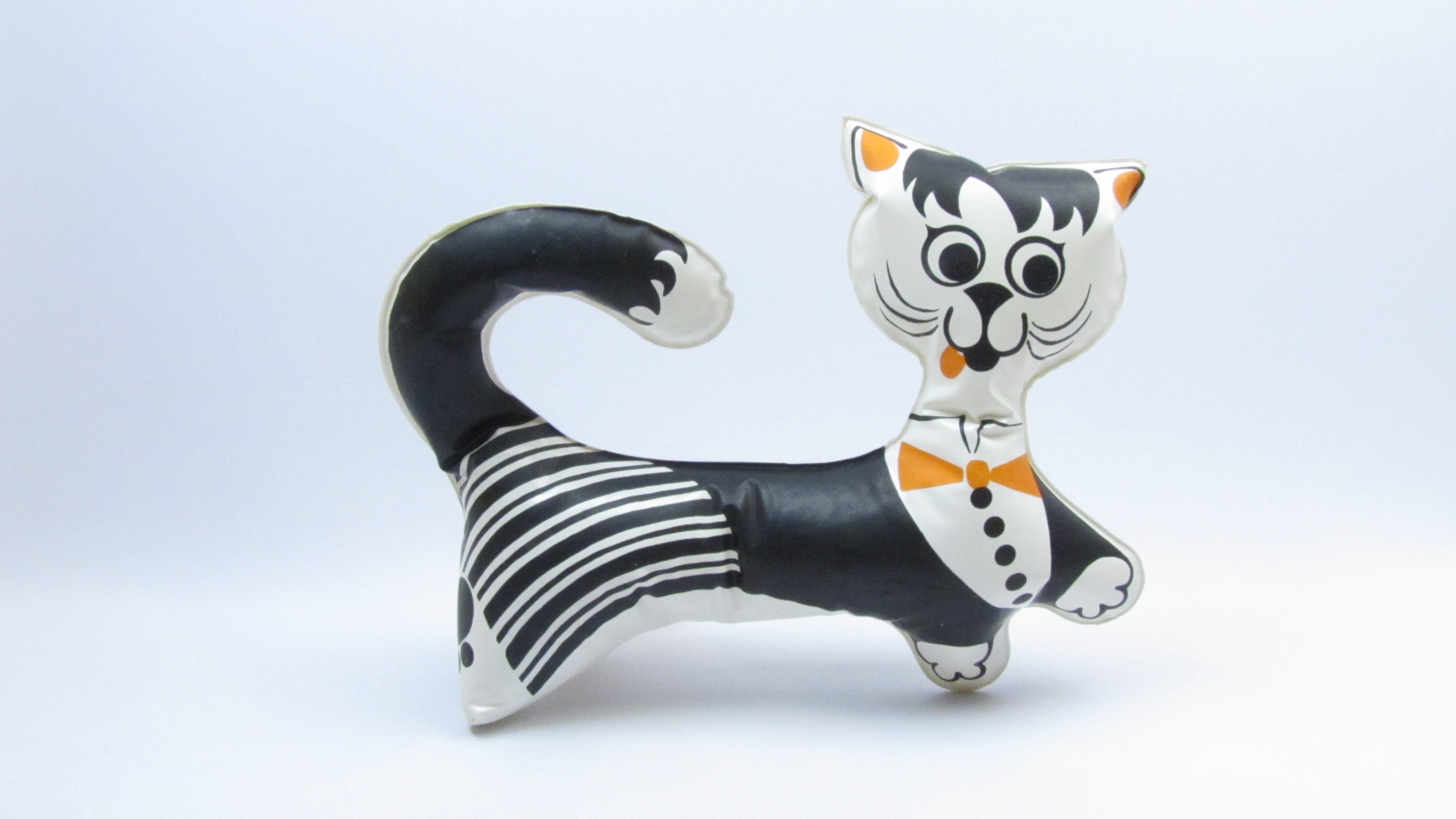
Kocourek Mourek 1967
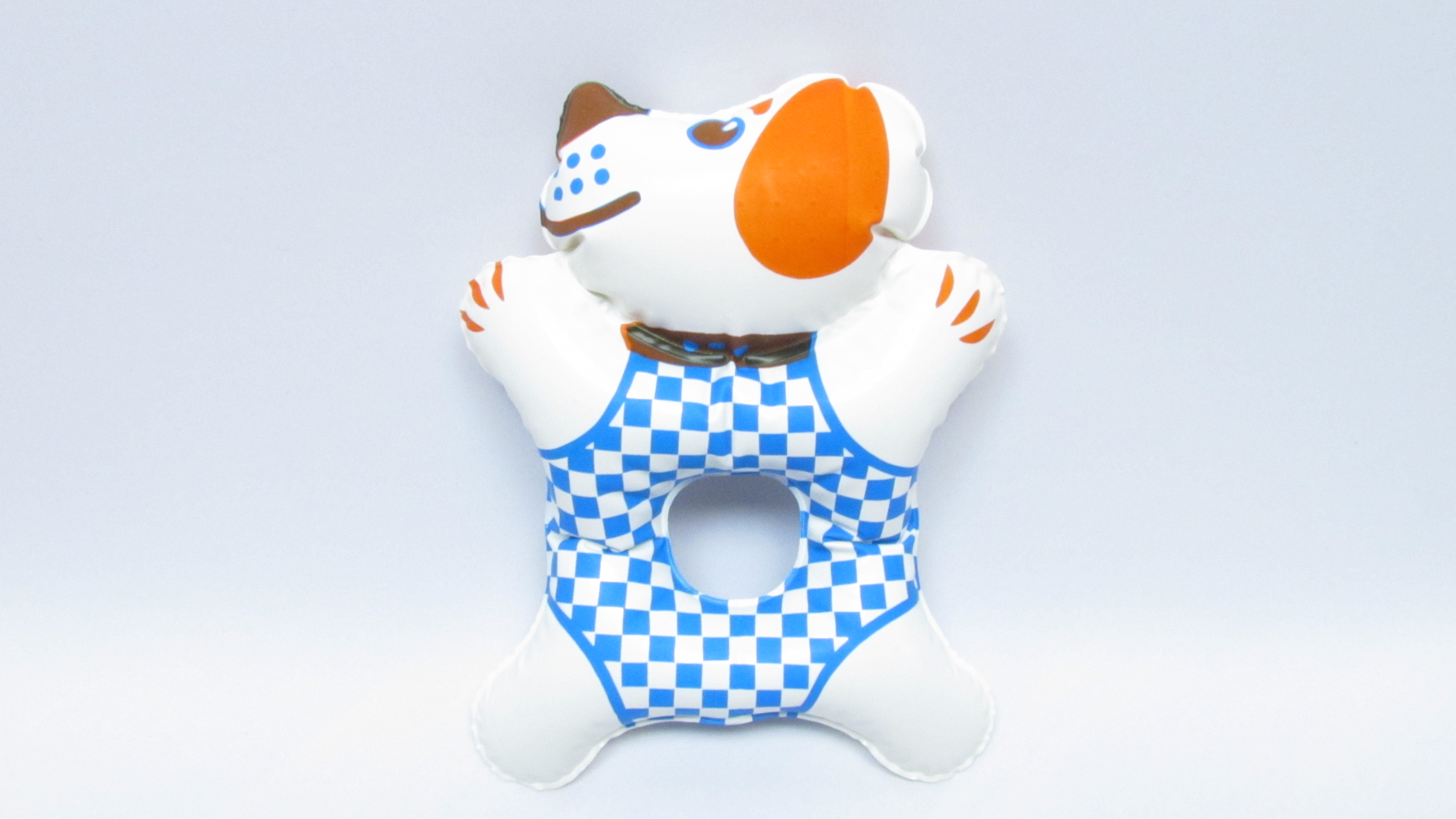
Punťa 1974
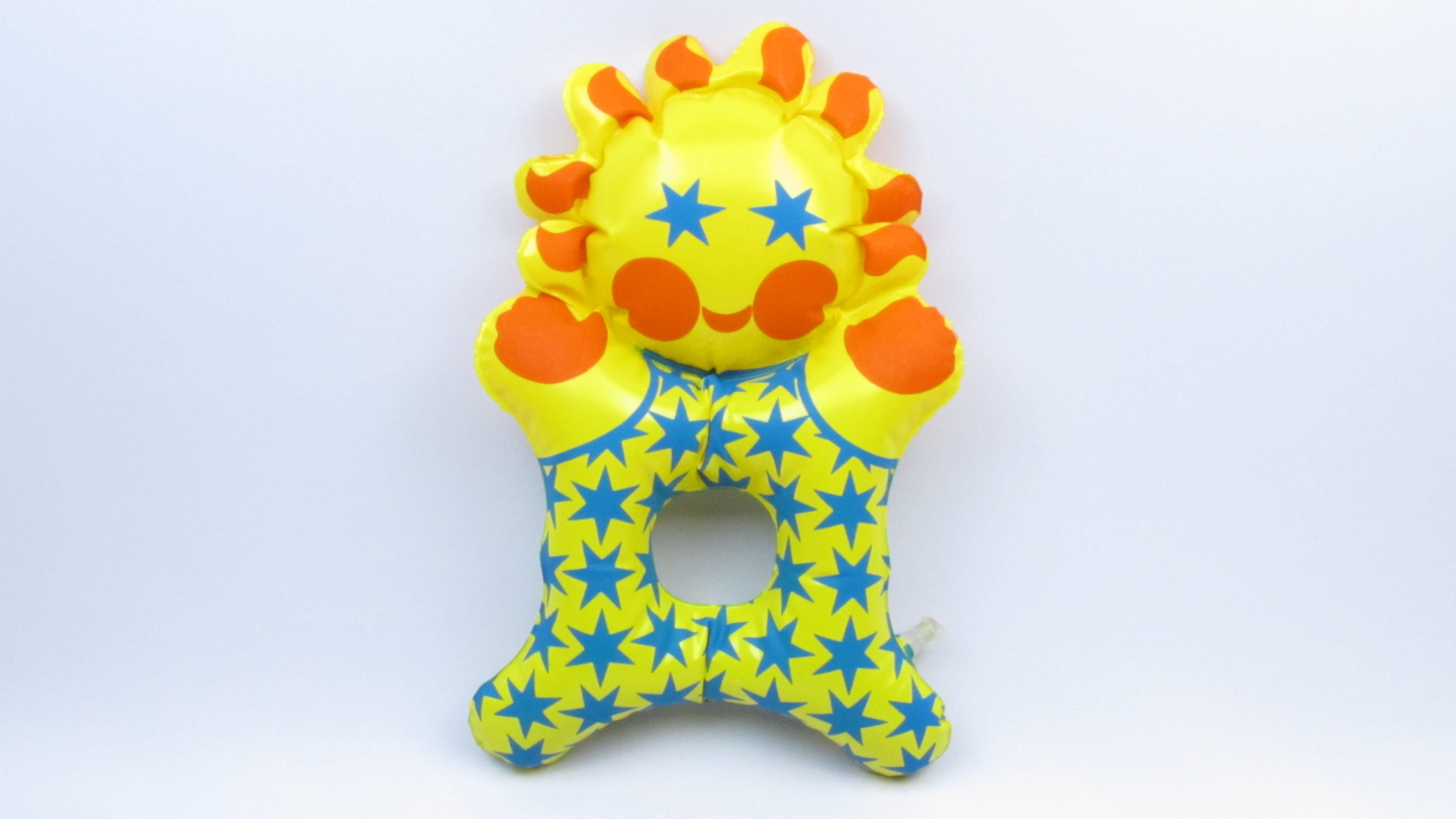
Sluníčko 1974
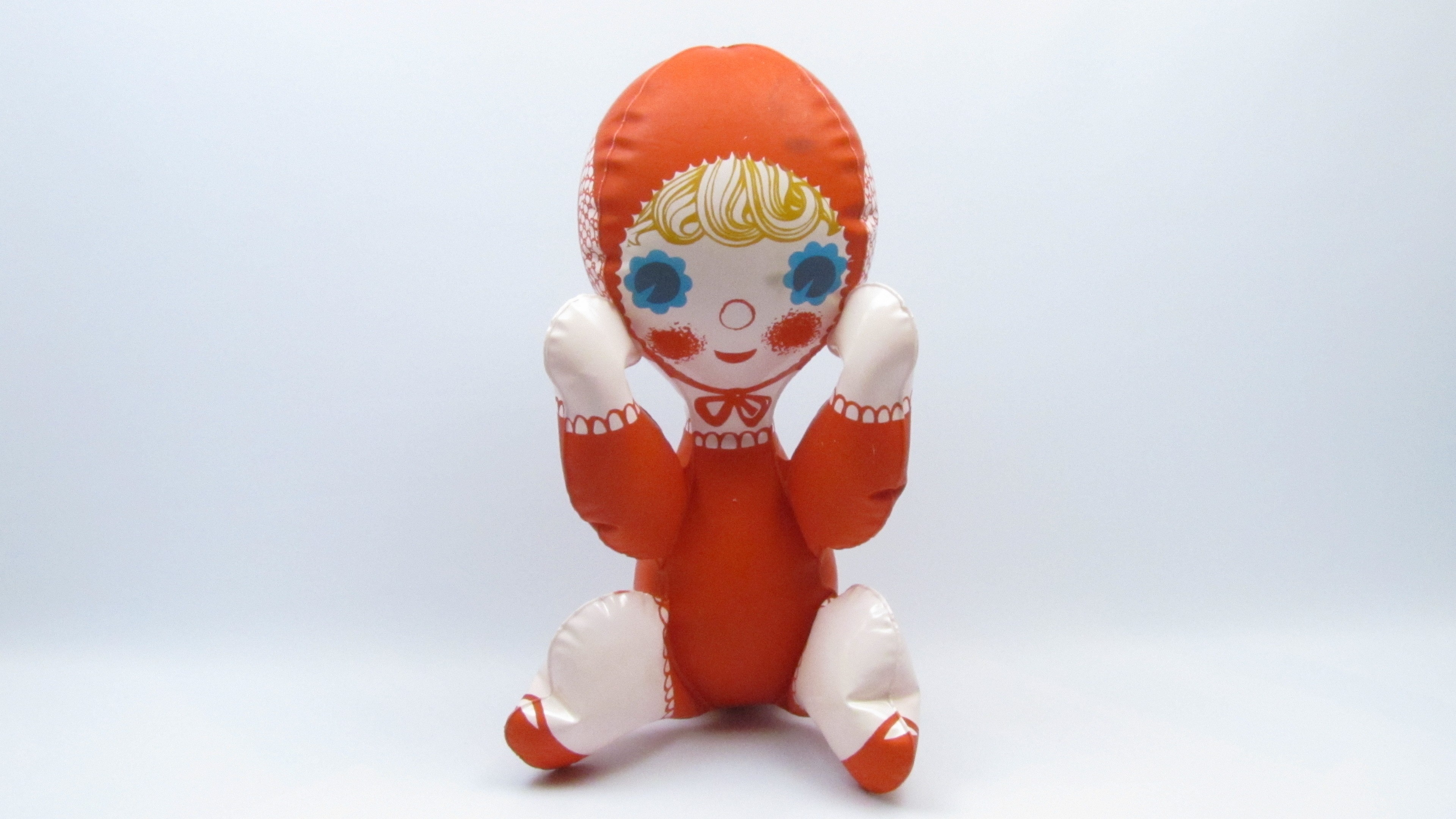
Karkulka 1969
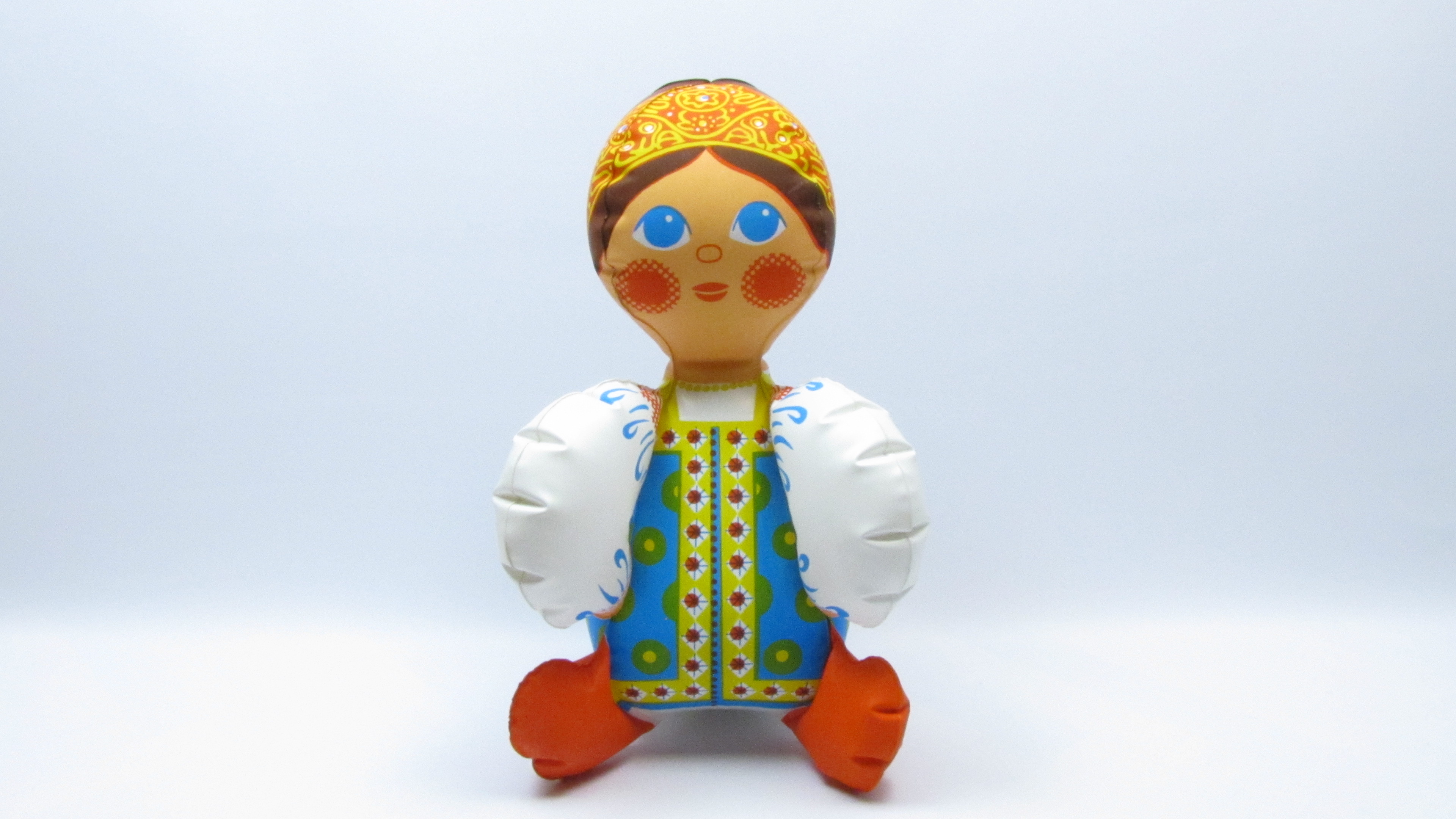
Máša 1975
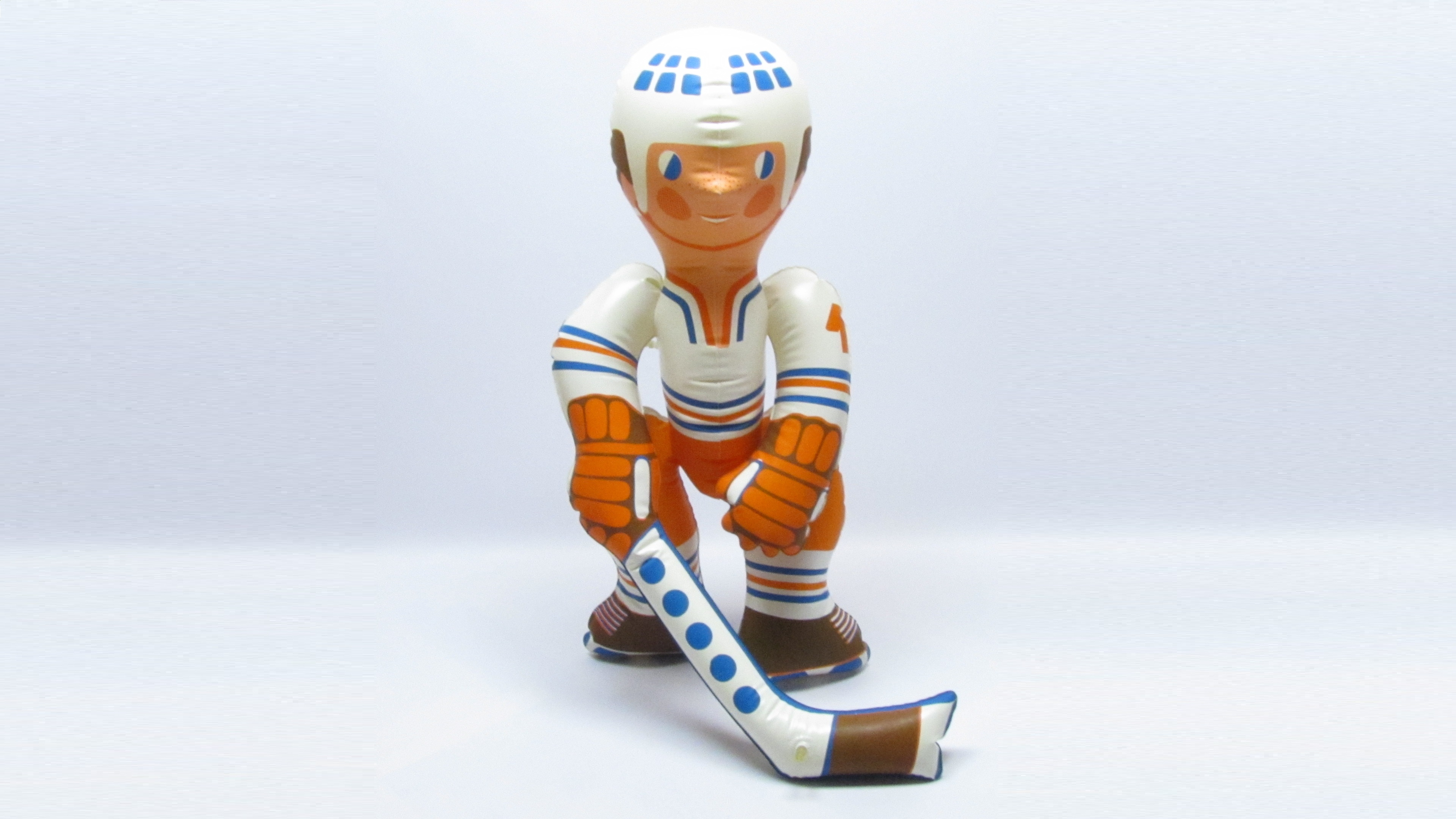
Hokejista 1976
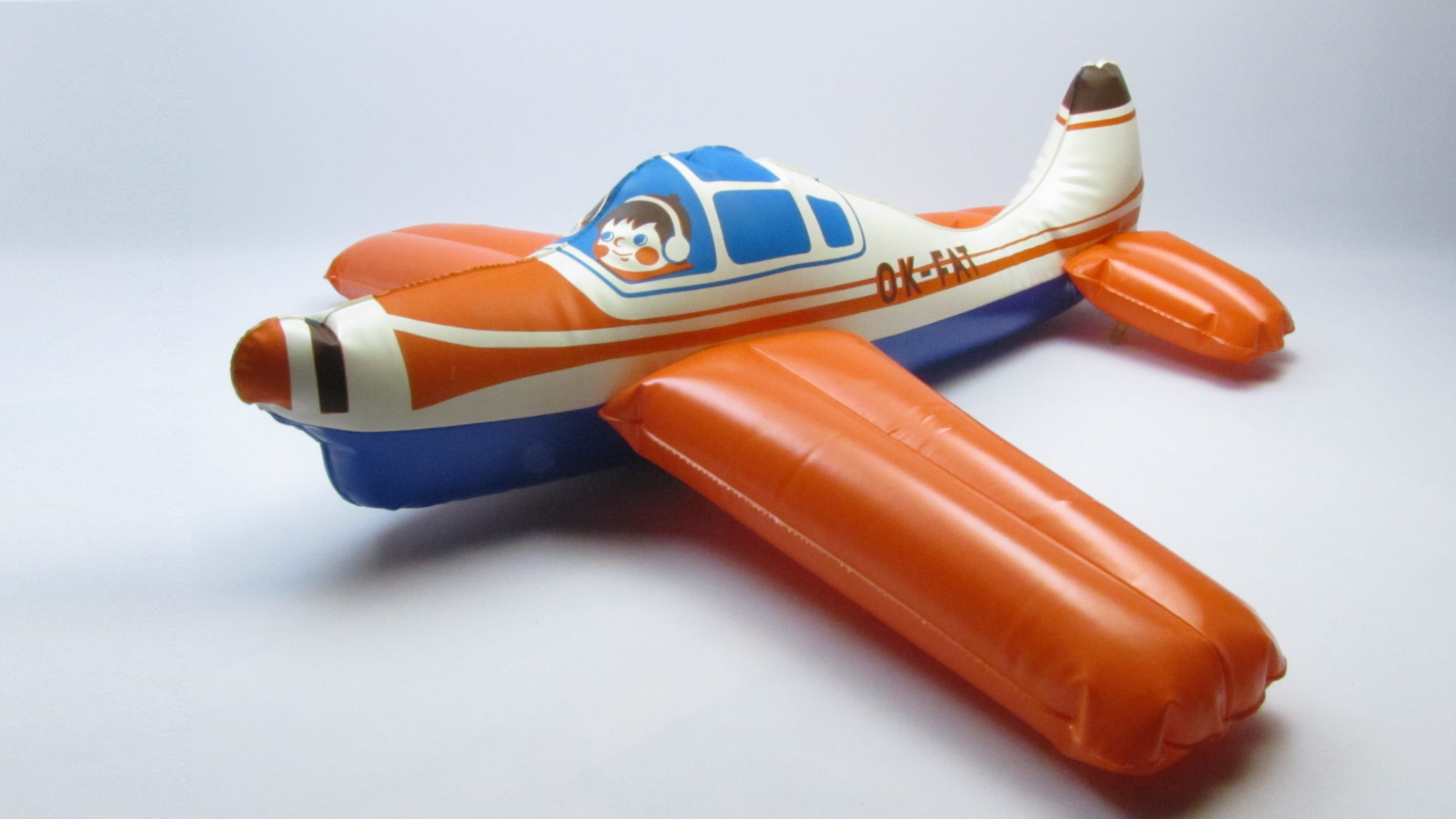
Letadlo 1978
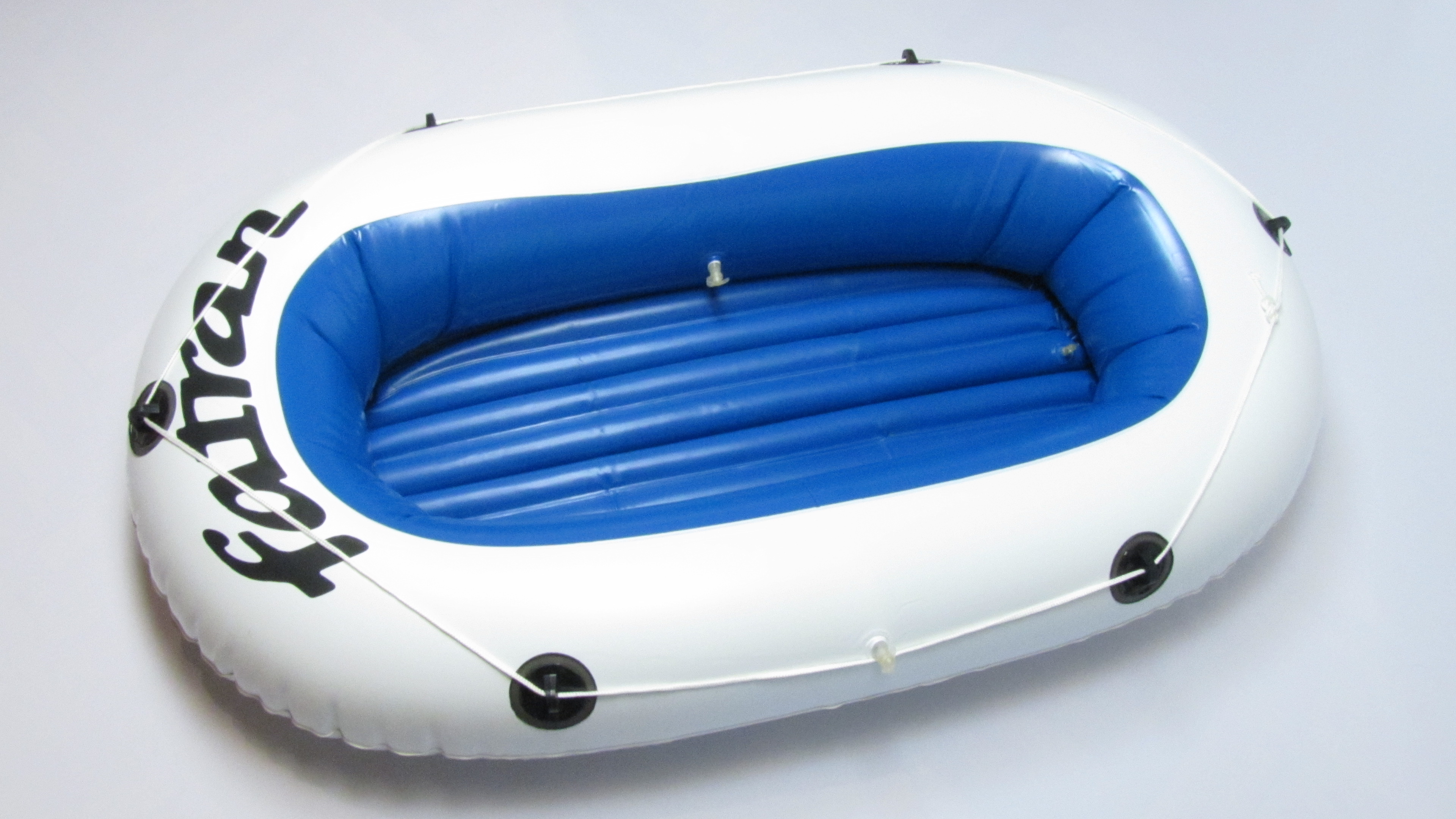
Fatran 1969
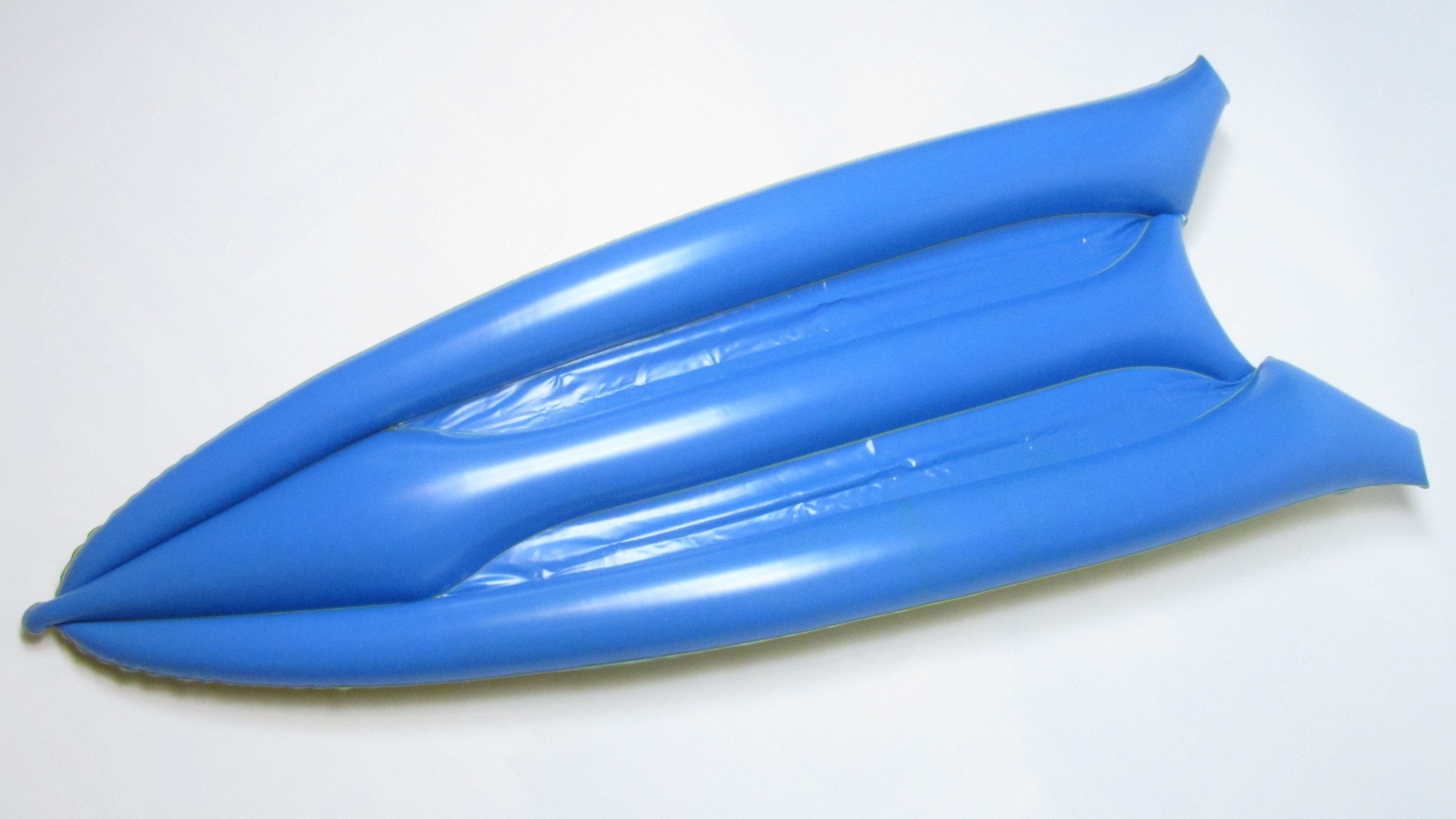
Šipka 1974
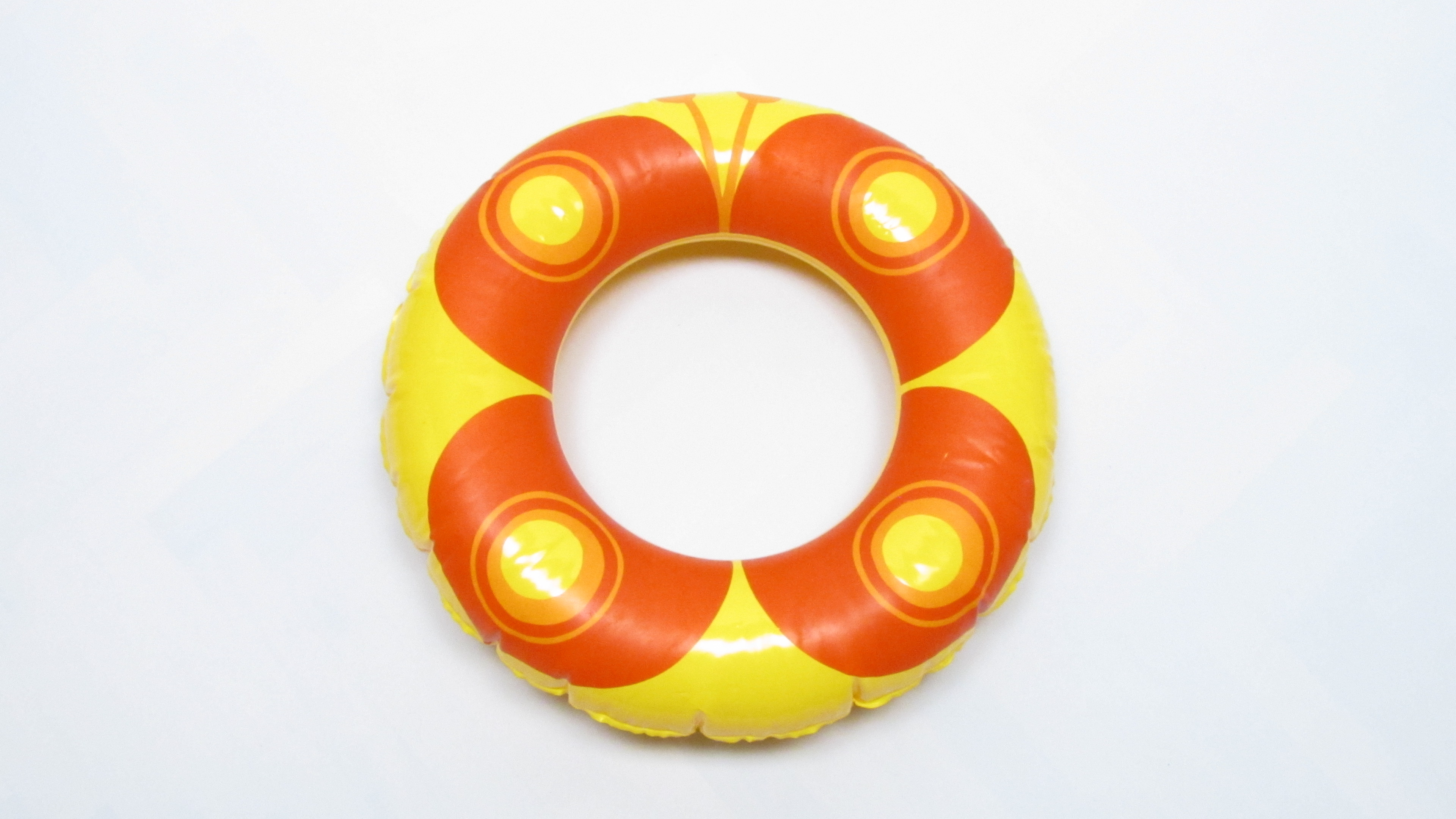
Motýl dekor 1970

### Vliv na výrobu plastových hraček ve světě
Libuše Niklová navrhla 12 harmonikových hraček, 10 zvířátek, miminko a vláček Pískáček. V roce 1963 požádala o patent (č.115236) na ohebnou hračku z plastických hmot, první svého druhu na světě. Tyto hračky byly tak geniální a revoluční, že je dle výzkumu badatele a sběratele Lukáše Tomana okopírovaly v nejméně 25 zemích světa. Dá se tak říci, že si s hračkami Libuše Niklové, nebo přesněji s jejich takřka totožnými kopiemi hrály desítky milionů dětí. Libuše Niklová tak ovlivnila nejen výrobu plastových hraček po celém světě, ale zasáhla do dětství milionů lidí po celém světě.
Badatel a sběratel Lukáš Toman představil své objevy na unikátní výstavě Jak šel kocour do světa. Hračky Libuše Niklové a jejich zahraniční kříženci, která se konala v Uměleckoprůmyslovém museu v Praze ve dnech od 9. června do 2. října 2022. Na výstavě byly k vidění kopie harmonikových hraček Libuše Niklové například z Polska, Rakouska, Maďarska, Španělska, ale také třeba z Tchaj-wanu, Hongkongu, Vietnamu nebo také z Argentiny či Izraele.

### Ukázka zahraničních kopií harmonikových hraček Libuše Niklové

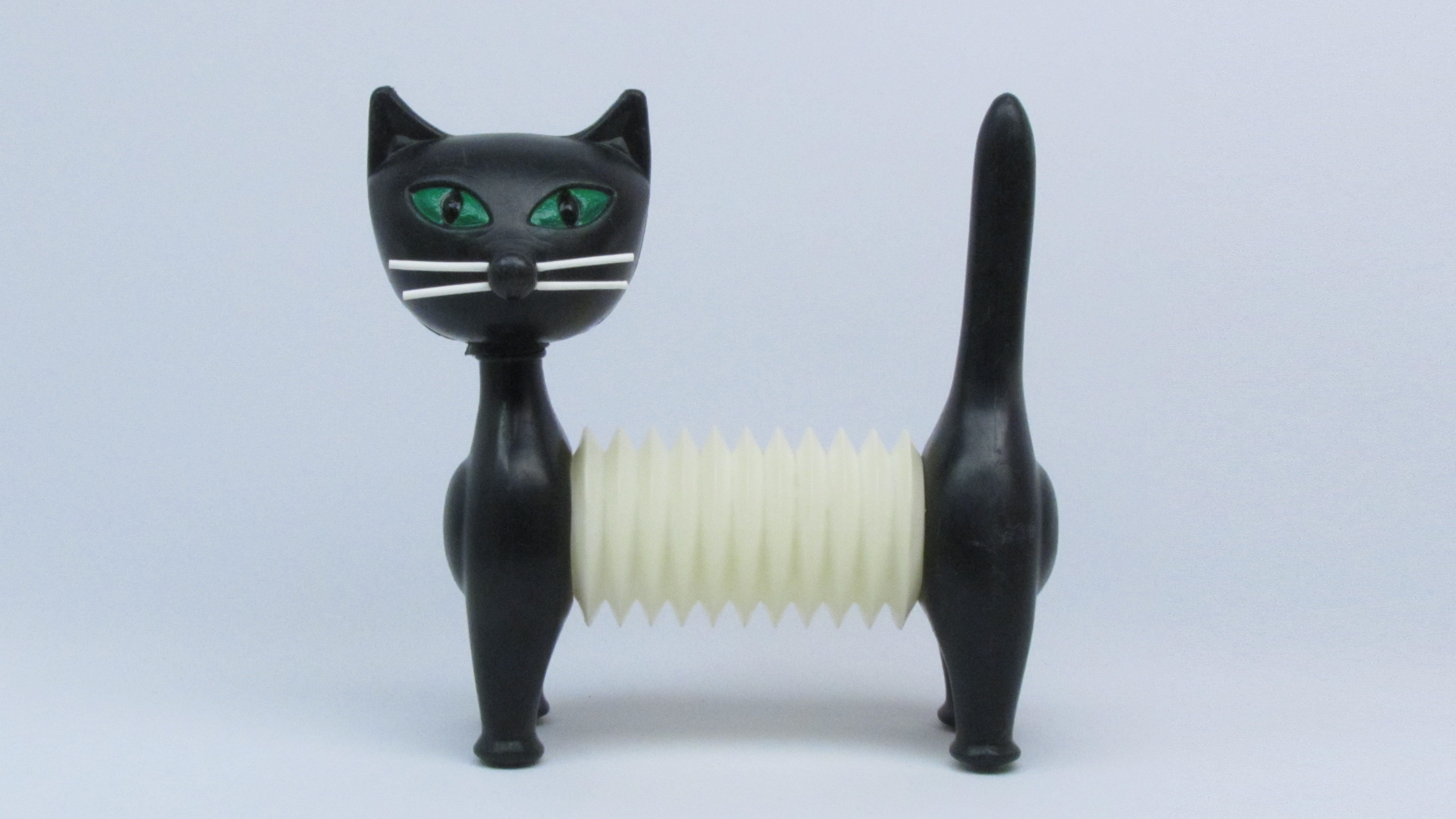
Kocour - kopie okolo 1970 Polsko
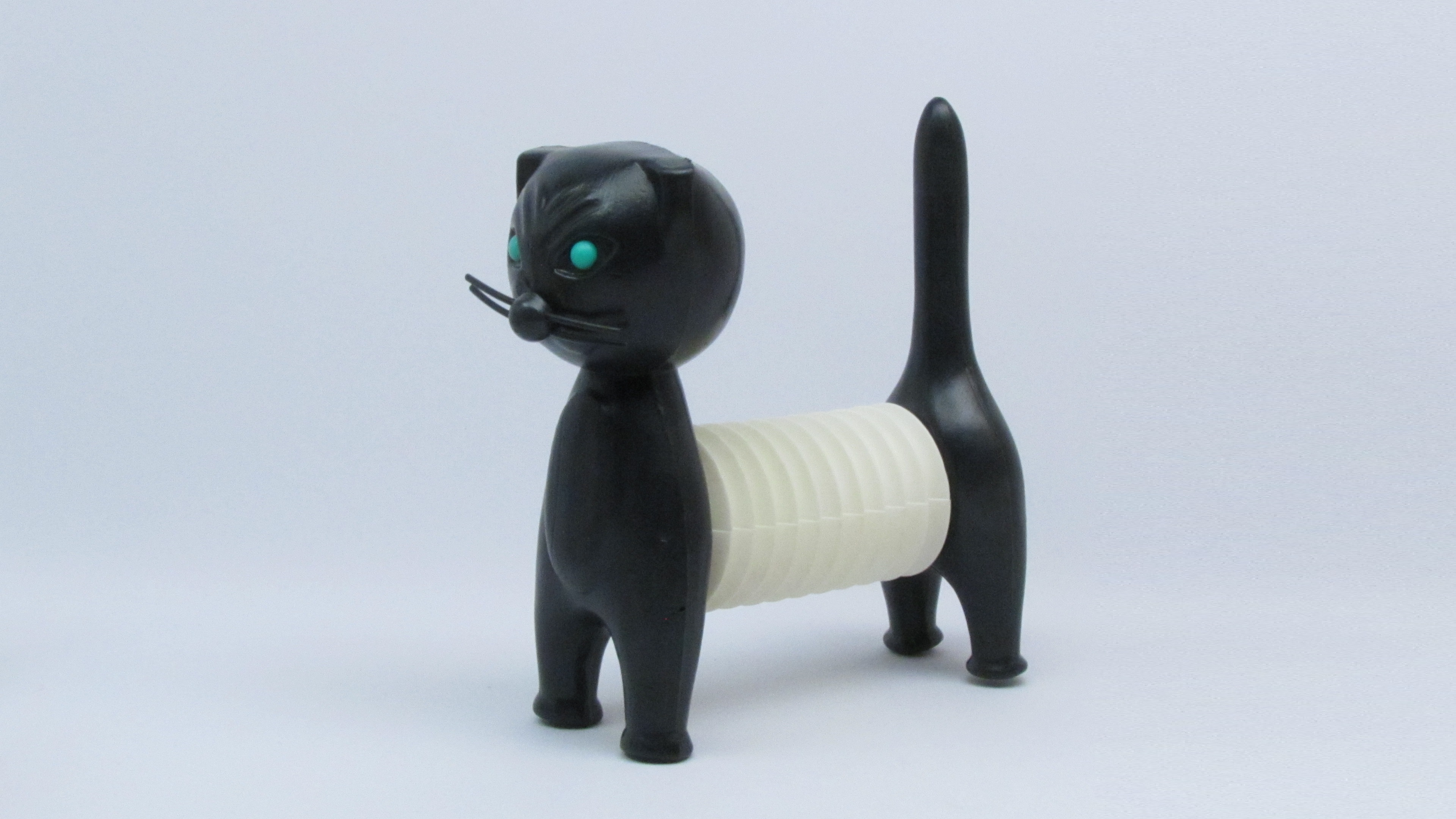
Kocour - kopie okolo 1971 Polsko
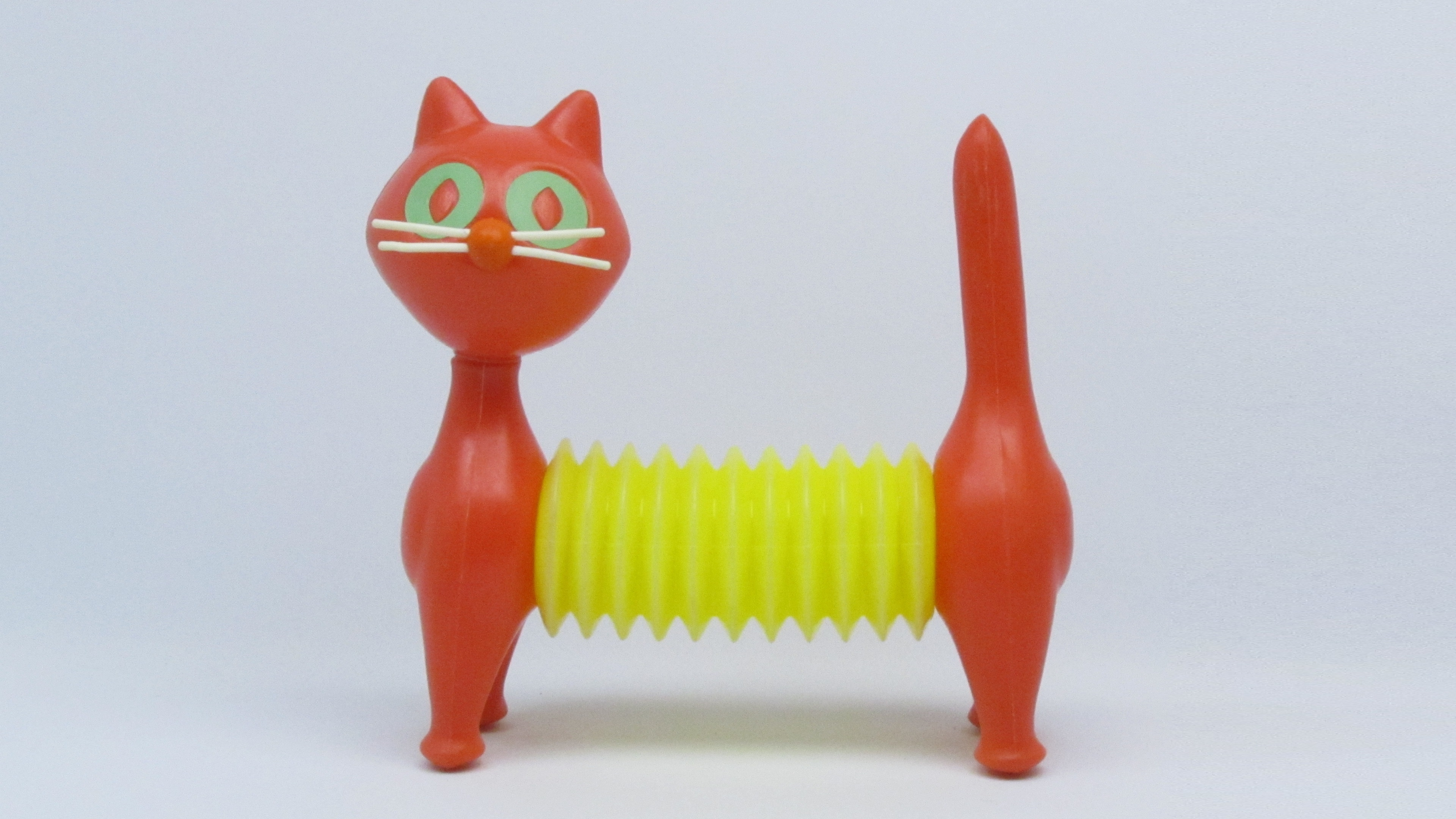
Kocour - kopie okolo 1969 Rakousko
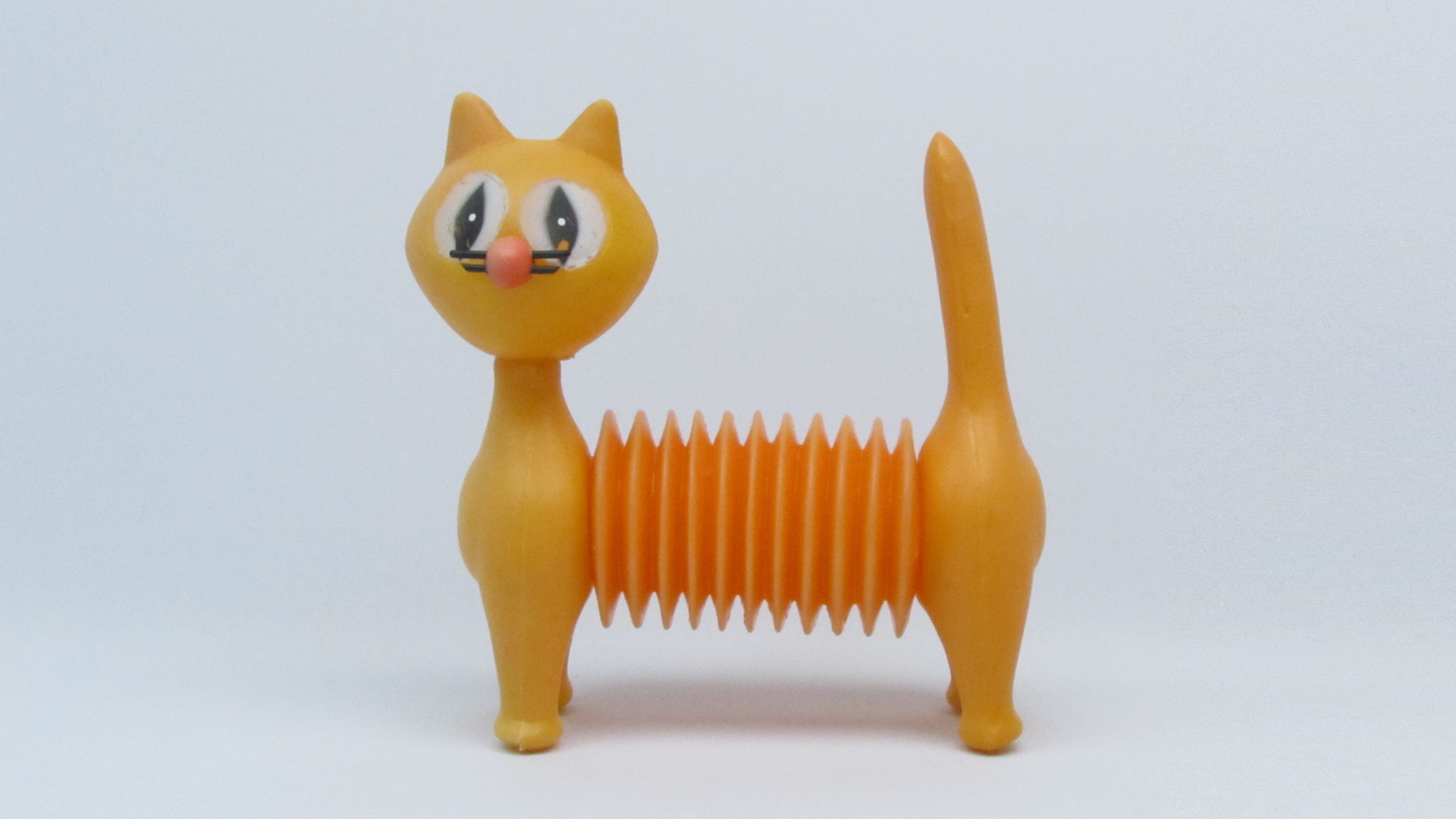
Kocour - kopie okolo 1970 Tchaj-wan
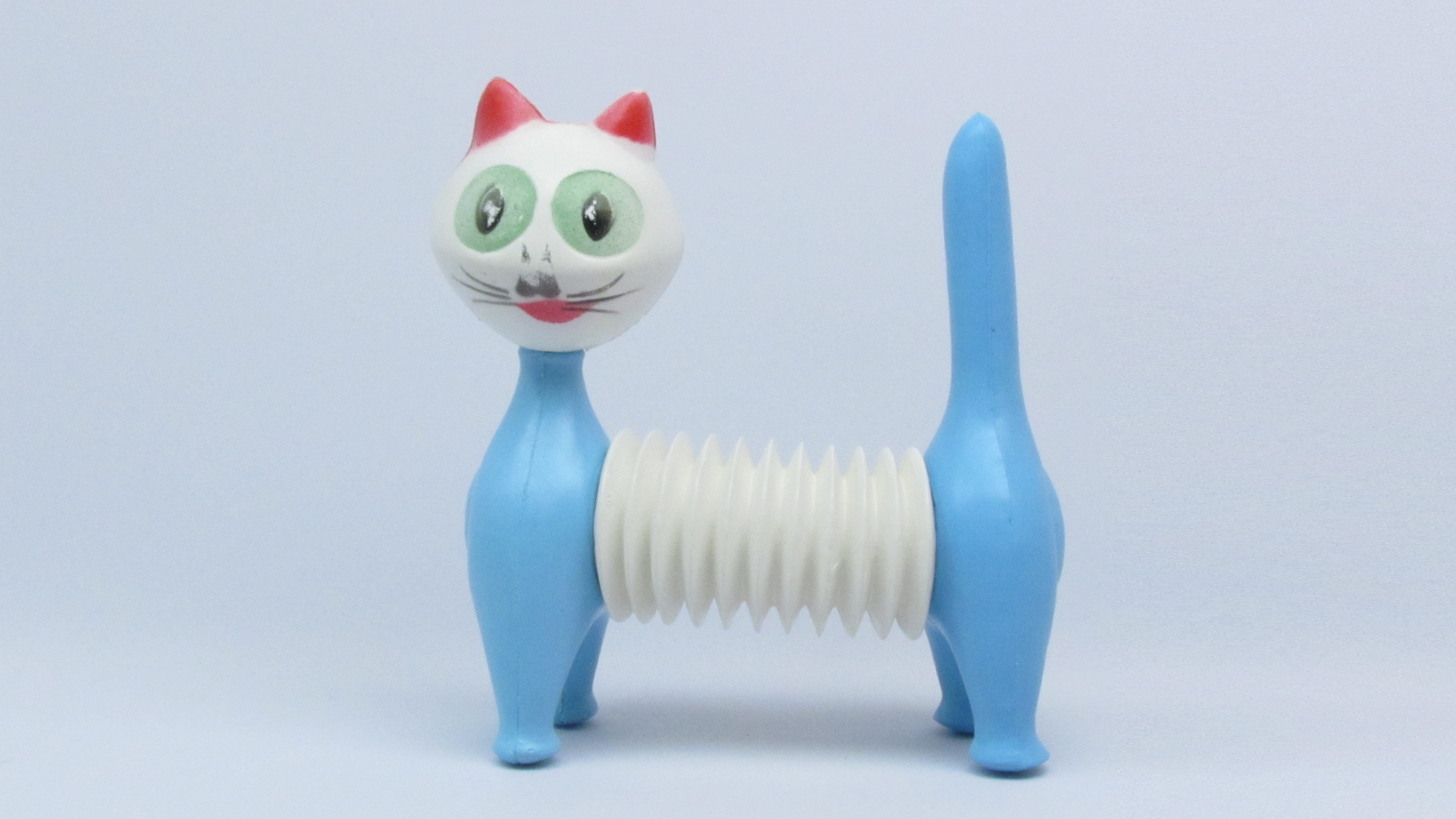
Kocour - kopie okolo 1970 Hongkong
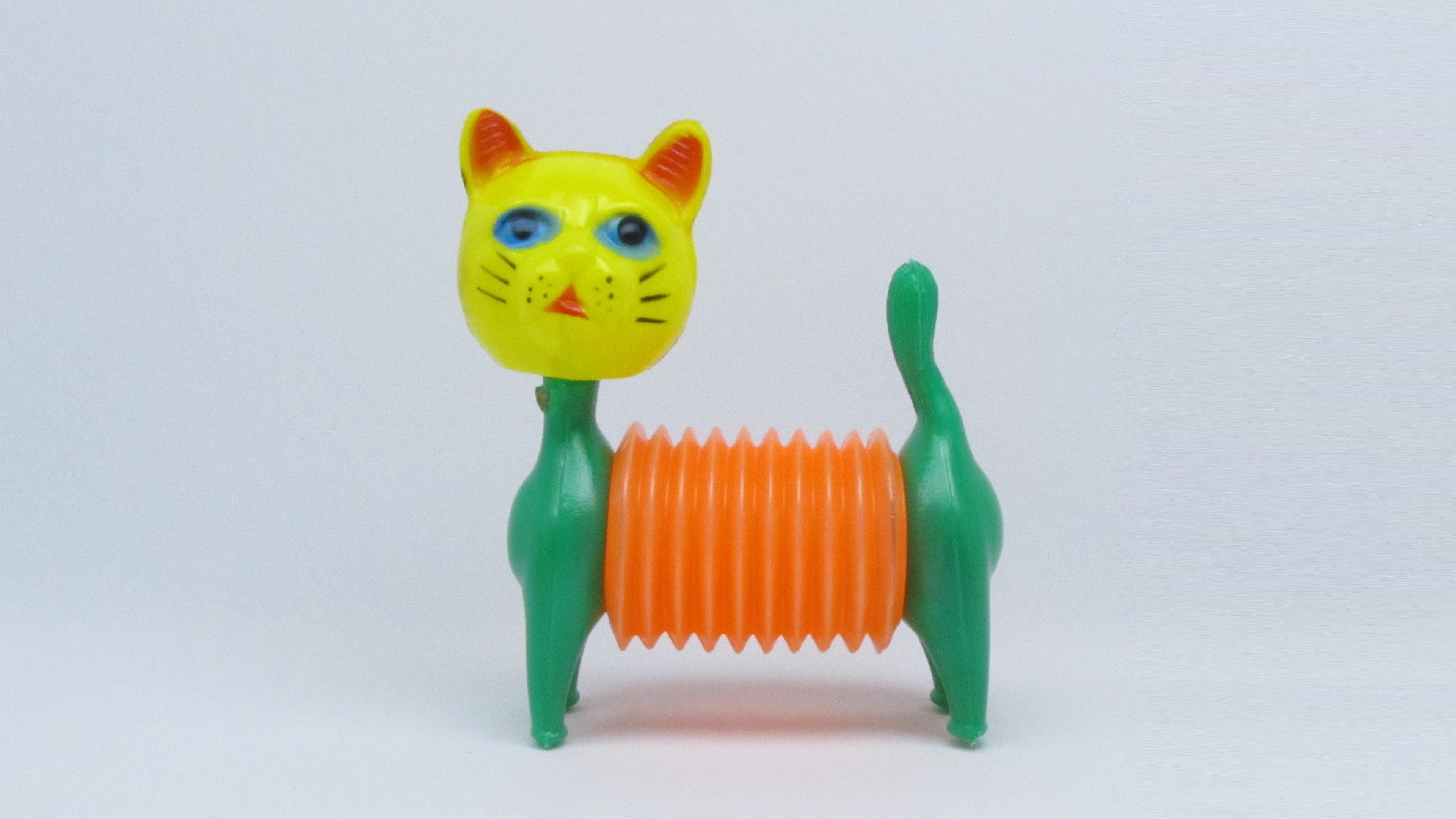
Kocour - kopie okolo 2000 Vietnam
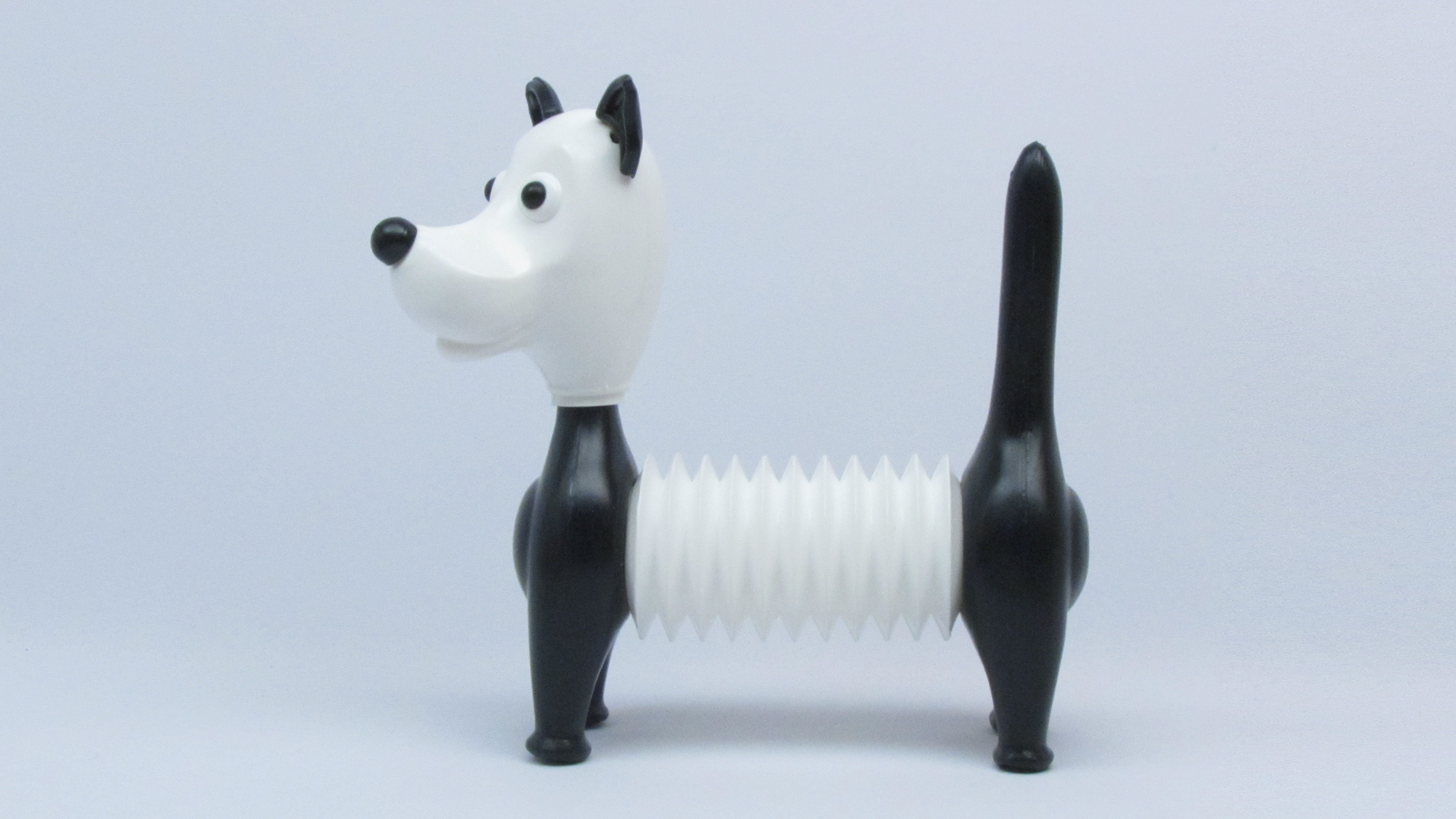
Pes - kopie okolo 1970 Polsko
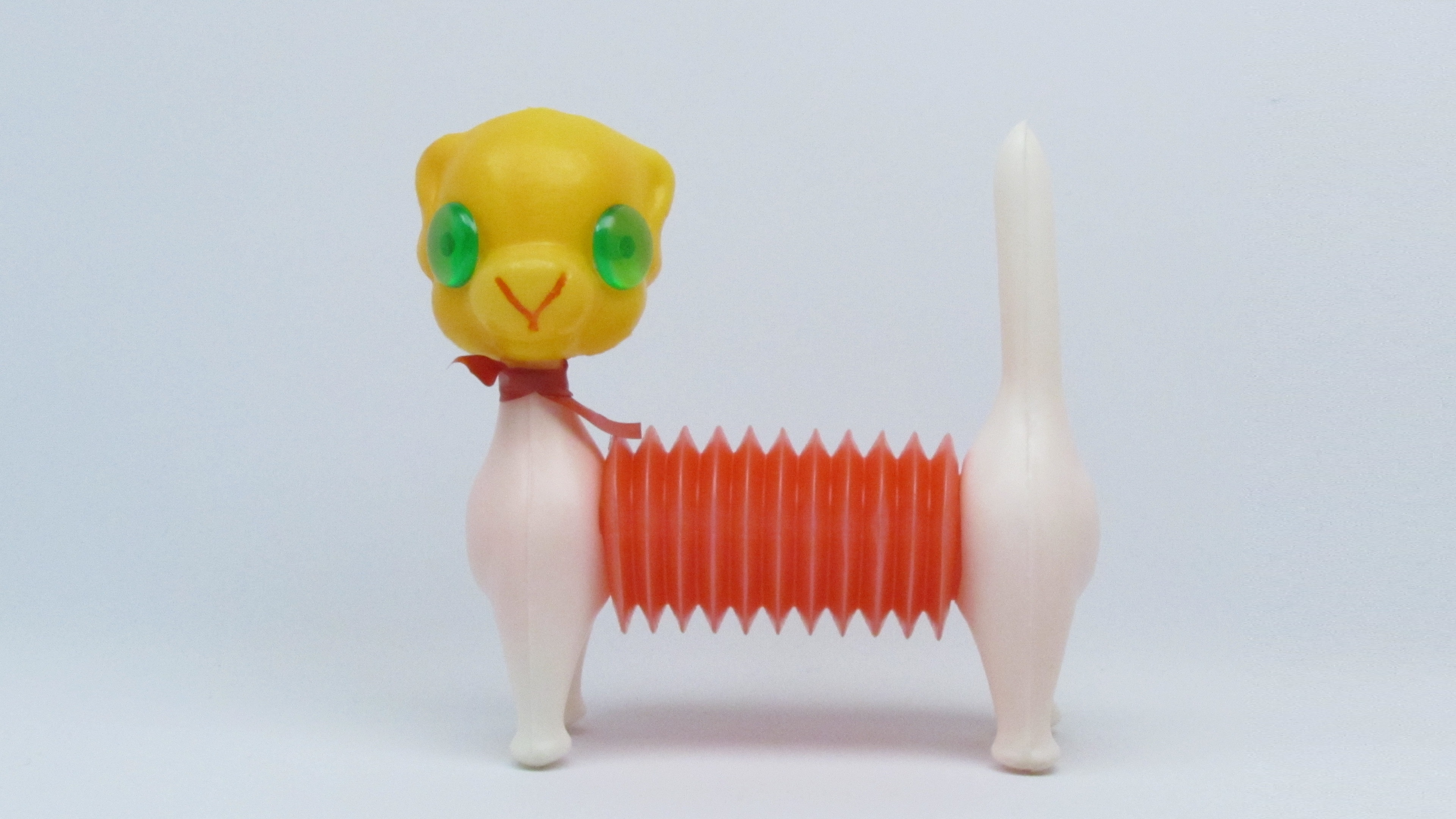
Pes - kopie okolo 1970 Izrael
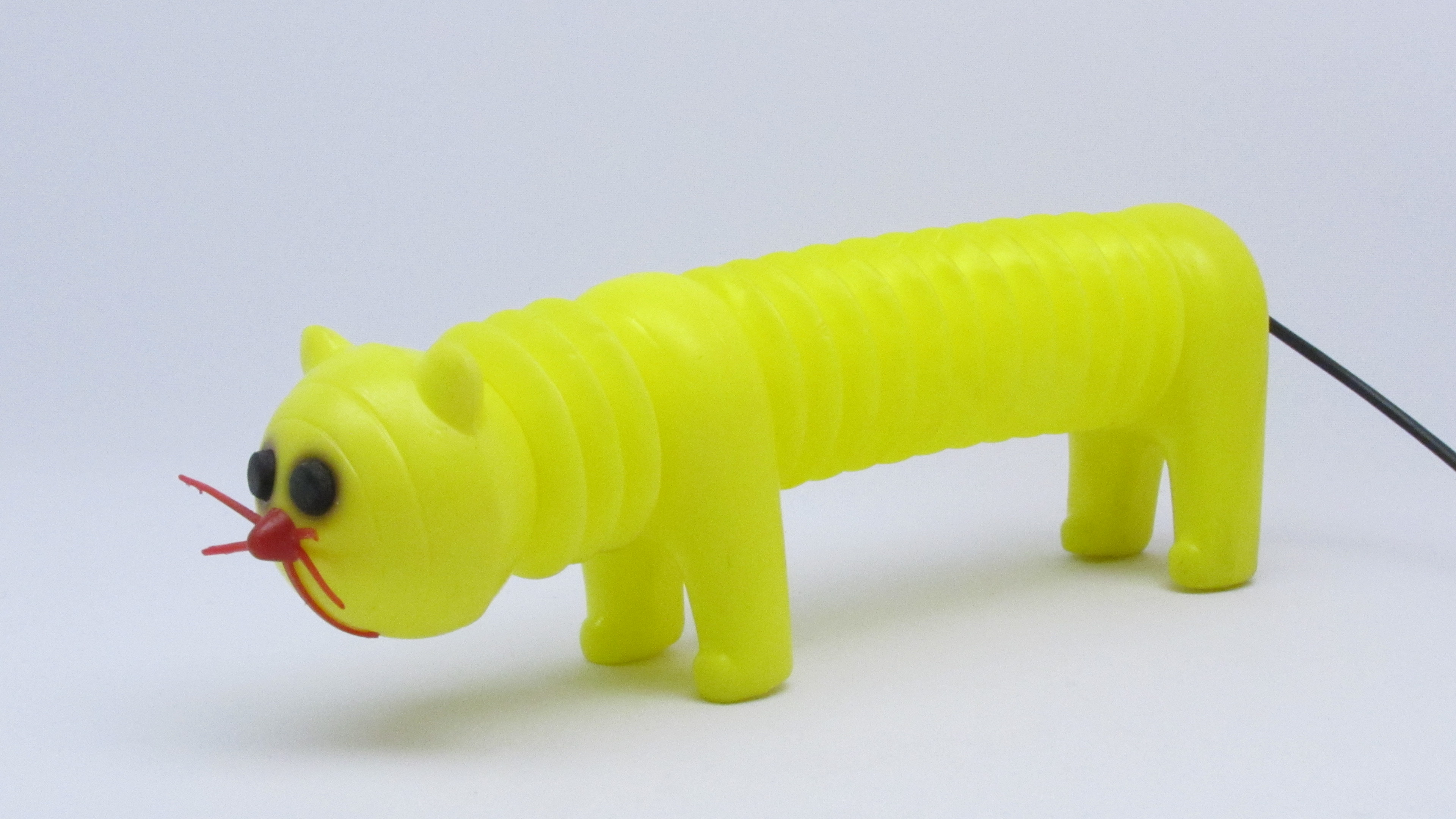
Tygr - kopie okolo 1970 Rumunsko
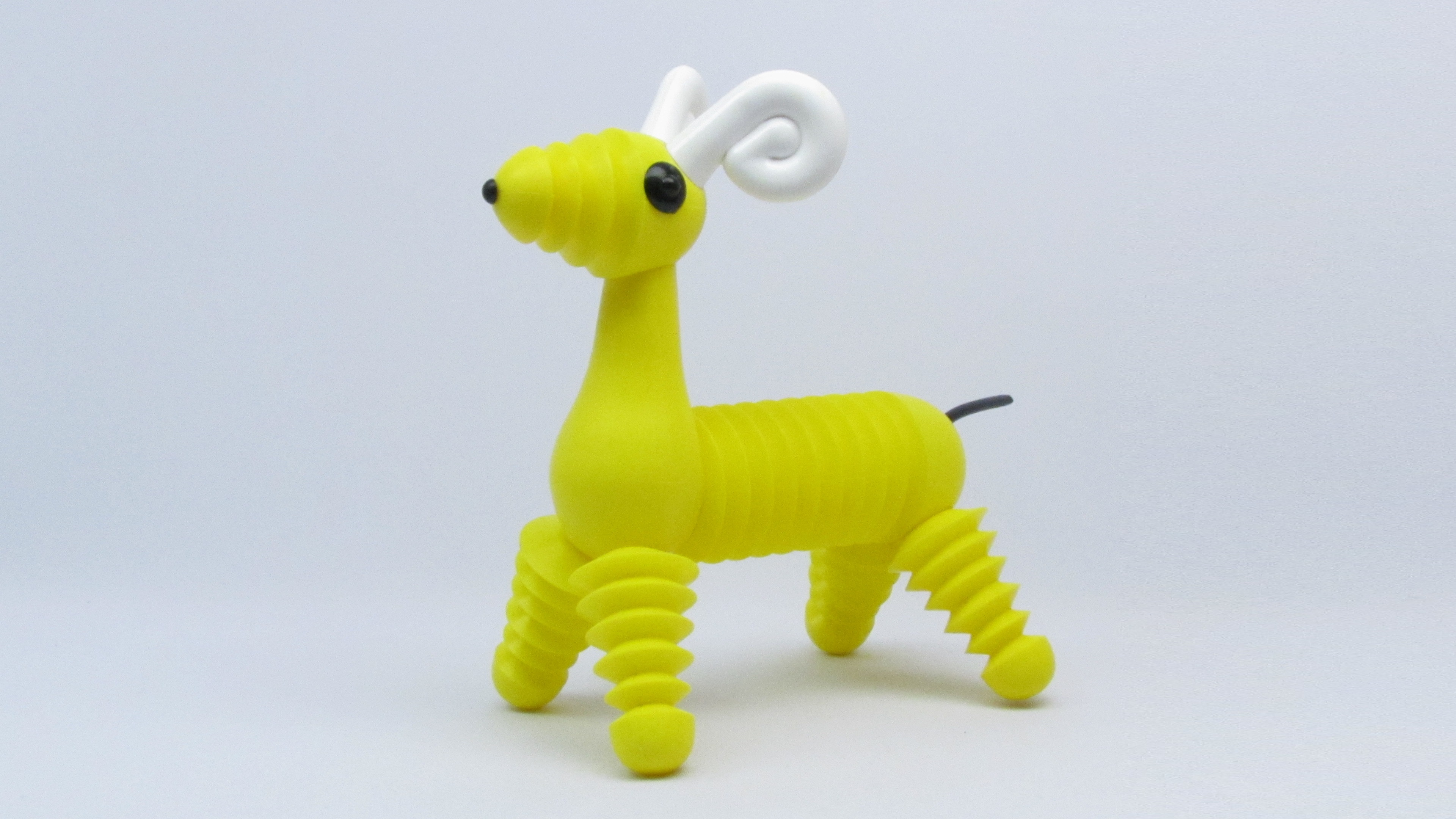
Beran - kopie okolo 1972 Polsko

### Ocenění a výstavy
V roce 1964 získala hračka „Kocour“ pro Fatru Napajedla ocenění Zlatý kahan a Medaili Libereckých výstavních trhů.
Od 6. června 2010 byla otevřena v Uměleckoprůmyslovém muzeu v Praze výstava díla Libuše Niklové pod názvem „200 dm³ dechu“. Mezi iniciátory výstavy patřil i syn Petr Nikl. Byly zde exponáty zapůjčené ze soukromých sbírek, i firmou Fatra Napajedla. Petr Nikl vytvořil návrhy transparentní kostky a míče, které byly realizovány a výstavu doplnily. Závod Fatra Napajedla vyrobil limitovanou edici 700 kusů červeného sedacího buvola. Byla vydána i kniha shrnující život a dílo Libuše Niklové.
V listopadu 2011 se výstava přesunula do Paříže. V Musée des Arts Décoratifs bylo prezentováno přes 120 hraček, sádrových návrhů a nákresů v expozici nazvané Plastique Ludique (česky „hravý plast“).
Hračky Libuše Niklové vlastní ve svých sbírkách Uměleckoprůmyslové muzeum v Praze, Muzeum jihovýchodní Moravy ve Zlíně, Uměleckoprůmyslové muzeum Moravské galerie v Brně, Muzeum města Brna, Muzeum dekorativních umění v Paříži a Muzeum moderního umění v New Yorku.

#### Významná ocenění a pocty
Libuše Niklová získala spoustu ocenění. Její hračky získaly několikrát například titul Vynikající výrobek roku a mnohokrát označení Vybráno pro CID (Czechoslovak Industrial Design), které bylo udělováno nejlepším československým výrobkům.
- 1964 Zlatý kahan, Ostravské výstavní trhy
- 1965 Zlatá medaile, Liberecké výstavní trhy
- 1966 Čestné uznání bienále BIO, Lublaň
- 1969 Cena poroty výstavy užitého umění, Jihomoravský kraj
- 1974 Zlatá medaile veletrhu Brno
- 2010 Nejkrásnější kniha roku - Monografie Libuše Niklová
- 2012 3. Nejkrásnější kniha světa - Monografie Libuše Niklová
- 2012 Síň slávy Czech Grand Design
- 2020 Pamětní bankovka STC - Nafukovací buvol Haukola
- 2020 ICOM Prague 2022 maskot a pojmenování - Kocour Líba
- 2022 Poštovní známka ČP - Harmonikový kocour Líba

#### Významné výstavy
Tvorba Libuše Niklové byla již za jejího života hojně zastoupena na výstavách po celé Evropě. V posledních 15 letech se stává světovým fenoménem a její tvorba je vystavována v těch nejprestižnějších muzeích po celém světě.
- 200 dm³ dechu - Krajská galerie výtvarného umění ve Zlíně, Dům umění, Zlín (2010)
- 200 dm³ dechu - Uměleckoprůmyslové museum, Praha (2010)
- Plastique ludique – the Musée des Arts Décoratifs, Louvre, Paříž, Francie (2011)
- Paris et Création – Plastique ludique – the Galeries Lafayette, Paříž, Francie (2011)
- Century of the Child: Growing by Design, 1900–2000 – the Museum of Modern Art, New York, USA (2012)
- Designing Modern Women 1890–1990 – the Museum of Modern Art, New York, USA (2013–2014)
- 100 Years of Czech Design – the Okazaki Mindscape Museum, Okazaki, Japonsko (2019)
- 100 Years of Czech Design – the Toyama Prefectural Museum of Art and Design, Toyama, Japonsko (2019)
- 100 Years of Czech Design – the Setagaya Art Museum, Tokio, Japonsko (2019)
- 100 Years of Czech Design – the Museum of Modern Art, Kamakura & Hayama, Hayama, Japonsko (2020)
- 100 Years of Czech Design – the National Museum of Modern Art, Kjóto, Japonsko (2020)
- Jak šel kocour do světa. Hračky Libuše Niklové a jejich zahraniční kříženci - Uměleckoprůmyslové museum, Praha (2022)
- Jak šel kocour do světa. Hračky Libuše Niklové a jejich zahraniční kříženci - Muzeum Napajedla, Napajedla (2023)
- Deťom na mieru - Slovenské národné múzeum, Bratislava, Slovensko (2023-2024)